# Нормандская операция
Нормандская операция, или операция «Оверлорд» (от англ. overlord «повелитель, владыка») — стратегическая операция западных союзников по антигитлеровской коалиции, по высадке войск в Нормандии (Франция), начавшаяся рано утром 6 июня 1944 года и закончившаяся 25 августа 1944 года, после чего союзники пересекли реку Сену, освободили от немецких войск Париж и продолжили наступление к французско-германской границе.
Считается, что именно эта операция вновь открыла Западный (или т. н. «второй») фронт в Европе во Второй мировой войне. До сих пор является крупнейшей десантной операцией в истории — в ней приняли участие более 3 миллионов человек, которые пересекли пролив Ла-Манш из Англии в Нормандию.
Нормандская операция осуществлялась в два этапа:
- Операция «Нептун» — кодовое имя начальной фазы операции «Оверлорд» — началась 6 июня 1944 года (дата также известна как «День Д»), закончилась 1 июля 1944 года. Её целью было завоевание плацдарма на континенте, которое продолжалось до 25 июля;
- Операция «Кобра» — прорыв и наступление по территории Франции. Была осуществлена союзниками сразу после конца первой операции («Нептун»).

Совместно с этим с 15 августа до начала осени американские и французские войска успешно провели Южно-французскую операцию, в качестве дополнения к Нормандской операции. Далее, осуществив эти операции, войска союзников, наступавшие с севера и юга Франции, соединились и продолжили наступление к германской границе, освободив практически всю территорию Франции.
При планировании десантной операции командование союзников использовало опыт, полученный на Средиземноморском театре военных действий в ходе высадки в Северной Африке в ноябре 1942 года, высадки на Сицилии в июле 1943 года и высадки в Италии в сентябре 1943 года — которые до высадки в Нормандии были крупнейшими десантными операциями, также союзники учитывали опыт некоторых операций, проводимых ВМС США на Тихоокеанском театре военных действий.
Операция была крайне засекречена. Весной 1944 года в целях безопасности было даже временно прекращено транспортное сообщение с Ирландией. Все военнослужащие, получившие приказ относительно будущей операции, переводились в лагеря на базах погрузки, где они изолировались, и им было запрещено покидать базу. Операции предшествовала крупная операция по дезинформации противника о времени и месте вторжения войск союзников в 1944 году в Нормандии (операция Fortitude), в её успехе большую роль сыграл Хуан Пужоль.
Основными силами союзников, принявшими участие в операции, были армии США, Великобритании, Канады и французского движения Сопротивления.
В мае и начале июня 1944 года войска союзников были сконцентрированы преимущественно в южных районах Англии возле портовых городов.
Перед самой высадкой союзники перевели свои войска на военные базы, расположенные на южном побережье Англии, самой важной из которых был Портсмут. С 3 по 5 июня происходила погрузка на транспортные суда войск первого эшелона вторжения. В ночь с 5 на 6 июня десантные корабли были сосредоточены в проливе Ла-Манш перед высадкой морского десанта. Точками высадки были преимущественно пляжи Нормандии, получившие кодовые названия «Омаха», «Сорд», «Джуно», «Голд» и «Юта».
Вторжение в Нормандию началось с массированного ночного парашютного десанта и высадки на планерах, воздушными атаками и обстрелом немецких береговых позиций флотом, а рано утром 6 июня началась высадка десанта с моря. Высадка производилась несколько суток, как днём, так и в ночное время.
Битва за Нормандию продолжалась более двух месяцев и заключалась в основании, удержании и расширении береговых плацдармов силами союзников. Она закончилась освобождением Парижа и падением Фалезского котла в конце августа 1944 года.

## Силы сторон
Побережье Северной Франции, Бельгии и Голландии обороняла немецкая группа армий «B» (командующий генерал-фельдмаршал Роммель) в составе 7-й и 15-й армий и 88-го отдельного корпуса (всего 39 дивизий). Её основные силы были сосредоточены на побережье пролива Па-де-Кале, где немецкое командование ожидало высадки противника. На побережье Сенской бухты на 100-километровом фронте от основания полуострова Котантен до устья реки Орн оборонялось всего 3 дивизии. Всего в Нормандии у немцев находилось около 24 000 человек (к концу июля немцы перебросили в Нормандию подкрепления, и их численность выросла до 380 000 человек), плюс ещё около 1 000 000 на остальной территории Франции.
Экспедиционные силы союзников (верховный главнокомандующий генерал Д. Эйзенхауэр) состояли из 21-й группы армий (1-я американская, 2-я британская, 1-я канадская армии) и 3-й американской армии — всего 39 дивизий и 12 бригад. ВМС и ВВС США и Великобритании имели абсолютное превосходство над противником (10 859 боевых самолётов против 160 у немцев и свыше 6000 боевых, транспортных и десантно-высадочных судов). Общая численность экспедиционных сил составляла свыше 2 876 000 чел. Позже это число увеличилось до 3 000 000 и продолжало увеличиваться, так как в Европу регулярно прибывали новые дивизии из США. Численность сил десанта в первом эшелоне составляла 156 000 человек и 10 000 единиц техники.

### Антигитлеровская коалиция
Верховный главнокомандующий экспедиционными союзными силами — Дуайт Эйзенхауэр.
- 21-я группа армий (Бернард Монтгомери)
  - 1-я канадская армия (Харри Крирар)
  - 2-я британская армия (Майлс Демпси)
  - 1-я американская армия (Омар Брэдли)
  - 3-я американская армия (Джордж Паттон)
- 1-я группа армий (Джордж Паттон) — сформирована для дезинформации противника.

В Англию прибывали и другие американские части, которые позже сформировали в 3-ю, 9-ю и 15-ю армии.
В некоторых публикациях встречаются также упоминания об участии на стороне союзных сил вторжения ряда военизированных формирований европейских стран, находящихся на тот момент под немецкой оккупацией:
- Сражающаяся Франция[10]
  - Ко дню «Д» сил Свободной Франции насчитывалось около 400 000 человек. Некоторые из них высадились в качестве парашютистов в сотрудничестве с британцами. Большинство из них прибыли на пляжи в августе, чтобы присоединиться к остальным союзникам в Нормандии.

- Военные подразделения Польши[10]
  - Польские лётчики в составе Британских ВВС участвовали в воздушных операциях в ходе высадки в Нормандии;
  - Польские моряки служили в составе Британского флота, обеспечивая высадку войск;
  - Позднее 1-я Польская бронетанковая дивизия[англ.] сражалась при образовании Фалезского котла.

- Силы Свободной Бельгии[10]
  - Бельгийские эскадрильи Королевских ВВС Великобритании 349, 350 и 609 наносили удары перед высадкой;
  - Бельгийские корветы «HMS Godetia[англ.]» и «HMS Buttercup» обеспечивали защиту транспортов во время высадки;
  - Бельгийские моряки служили на судах союзников, высаживая войска на пляжи;
  - Бельгийско-люксембургское военное подразделение Бригада Пирона[англ.] принимало участие в битве за Нормандию[11].

- Военные подразделения Нидерландов[10]
  - 13 Нидерландских торпедных катера защищали десантные суда во время высадки;
  - 20 нидерландских торговых судов, включая буксиры, поддерживали вторжение;
  - 2 канонерские лодки HNLMS Flores[англ.] и HNLMS Soemba[англ.] активно участвовали в боях;
  - Устаревший крейсер Sumatra был затоплен для защиты искусственной гавани в Арроманше;
  - Нидерландские пилоты в составе 320-й эскадрильи RAF совершали боевые вылеты;
  - В августе 1944 года Бригада принцессы Ирины[англ.] (около 1300 человек) высадилась в Нормандии.

- Военные подразделения Чехословакии[12]
  - 3 независимые чехословацкие истребительные эскадрильи 310-я, 312-я и 313-я под британским командованием выполняли многочисленные вылеты в День Д;
  - 311-я чехословацкая бомбардировочная эскадрилья патрулировала Ла-Манш в День Д в операции «Корк», нацеленной на немецкие подлодки;
  - Всего более 2000 чехословацких летчиков служили в Королевских ВВС Великобритании;
  - 1-я чехословацкая бронетанковая бригада была развернута во Франции несколько недель спустя после высадки союзников в Нормандии;
  - Сотни других чехословацких военнослужащих сражались под флагами других стран-союзников.

- Военные подразделения Норвегии
  - Норвежские силы состояли из двух эскадрилий истребительной авиации, 10 морских судов и 43 кораблей торгового флота[13];
  - Небольшое количество норвежцев входили в состав британских подразделений и имели свой собственный отряд «коммандос» для специальных операций[10].

- Военные подразделения Греции[14]
  - 155 греческих солдат участвовали в высадке в Нормандию в армиях союзников;
  - 6 греческих кораблей приняли участие в высадке: корветы «Томбазис» и «Кризис», а также 4 торговых судна.

- Военные подразделения Дании
  - 800 датских моряков было во флоте, перевозивших войска через Ла-Манш[15][10];
  - 6 июня 1944 года в небе над Нормандией находились шесть датских лётчиков. Два из них участвовали в бомбардировке береговых батарей, трое обеспечивали истребительное прикрытие над Ла-Маншем и пляжами, а последний выполнял импровизированную разведывательную миссию[16].

- Военные подразделения Люксембурга
  - Небольшое количество люксембуржцев присоединилось к армии союзников[10];
  - Бельгийско-люксембургское военное подразделение Бригада Пирона[англ.] принимало участие в битве за Нормандию[11].

### Германия
Верховный главнокомандующий немецкими войсками на Западном фронте — генерал-фельдмаршал Герд фон Рундштедт.
- Группа армий «B» — (командующий генерал-фельдмаршал Эрвин Роммель) — на севере Франции
  - 7-я армия (генерал-полковник Фридрих Долльман) — между Сеной и Луарой; штаб в Ле-Мане
    - 84-й армейский корпус (командующий генерал от артиллерии Эрих Маркс) — от устья Сены до монастыря Мон-Сен-Мишель
      - 716-я пехотная дивизия — между Каном и Байё
      - 352-я моторизованная дивизия — между Байё и Карантаном
      - 709-я пехотная дивизия — полуостров Котантен
      - 243-я пехотная дивизия — северная часть Котантена
      - 319-я пехотная дивизия — острова Гернси и Джерси
      - 100-й танковый батальон (вооружённый устаревшими французскими танками) — около Карантана
      - 206-й танковый батальон — к западу от Шербура
      - 30-я подвижная бригада — Кутанс, полуостров Котантен

  - 15-я армия (генерал-полковник Ганс фон Зальмут, впоследствии генерал-полковник Густав фон Цанген)
    - 67-й армейский корпус
      - 344-я пехотная дивизия
      - 348-я пехотная дивизия

    - 81-й армейский корпус
      - 245-я пехотная дивизия
      - 711-я пехотная дивизия
      - 17-я авиаполевая дивизия

    - 82-й армейский корпус
      - 18-я авиаполевая дивизия
      - 47-я пехотная дивизия
      - 49-я пехотная дивизия

    - 89-й армейский корпус
      - 48-я пехотная дивизия
      - 712-я пехотная дивизия
      - 165-я резервная дивизия

  - 88-й армейский корпус
    - 347-я пехотная дивизия
    - 719-я пехотная дивизия
    - 16-я авиаполевая дивизия
- Группа армий «G» (генерал-полковник Йоханнес фон Бласковиц) — на юге Франции
  - 1-я армия (генерал от инфантерии Курт фон Шевалери)
    - 11-я танковая дивизия
    - 157-я горнопехотная дивизия
    - 26-я моторизованная дивизия

  - 19-я армия (генерал от инфантерии Георг фон Зодерштерн[англ.])
    - 148-я пехотная дивизия
    - 242-я пехотная дивизия
    - 338-я пехотная дивизия
    - 271-я моторизованная дивизия
    - 272-я моторизованная дивизия
    - 277-я моторизованная дивизия

В январе 1944 года была сформирована подчинявшаяся непосредственно фон Рундштедту танковая группа «Запад» (с 24 января до 5 июля 1944 года ею командовал Лео Гейр фон Швеппенбург, с 5 июля по 5 августа — Генрих Эбербах), преобразованная с 5 августа в 5-ю танковую армию (Генрих Эбербах, с 23 августа — Йозеф Дитрих). 
Количество современных немецких танков и штурмовых орудий на Западе к началу высадки противника достигло максимального уровня.
| Дата          | Типы танков | Типы танков | Типы танков | Типы танков | Всего танков | Штурмовые орудия и истребители танков |
| Дата          | III         | IV          | V           | VI          | Всего танков | Штурмовые орудия и истребители танков |
| 31.12.1943 г. | 145         | 316         | 157         | 38          | 656          | 223                                   |
| 31.01.1944 г. | 98          | 410         | 180         | 64          | 752          | 171                                   |
| 29.02.1944 г. | 99          | 587         | 290         | 63          | 1039         | 194                                   |
| 31.03.1944 г. | 99          | 527         | 323         | 45          | 994          | 211                                   |
| 30.04.1944 г. | 114         | 674         | 514         | 101         | 1403         | 219                                   |
| 10.06.1944 г. | 39          | 748         | 663         | 102         | 1552         | 310                                   |

## План операции

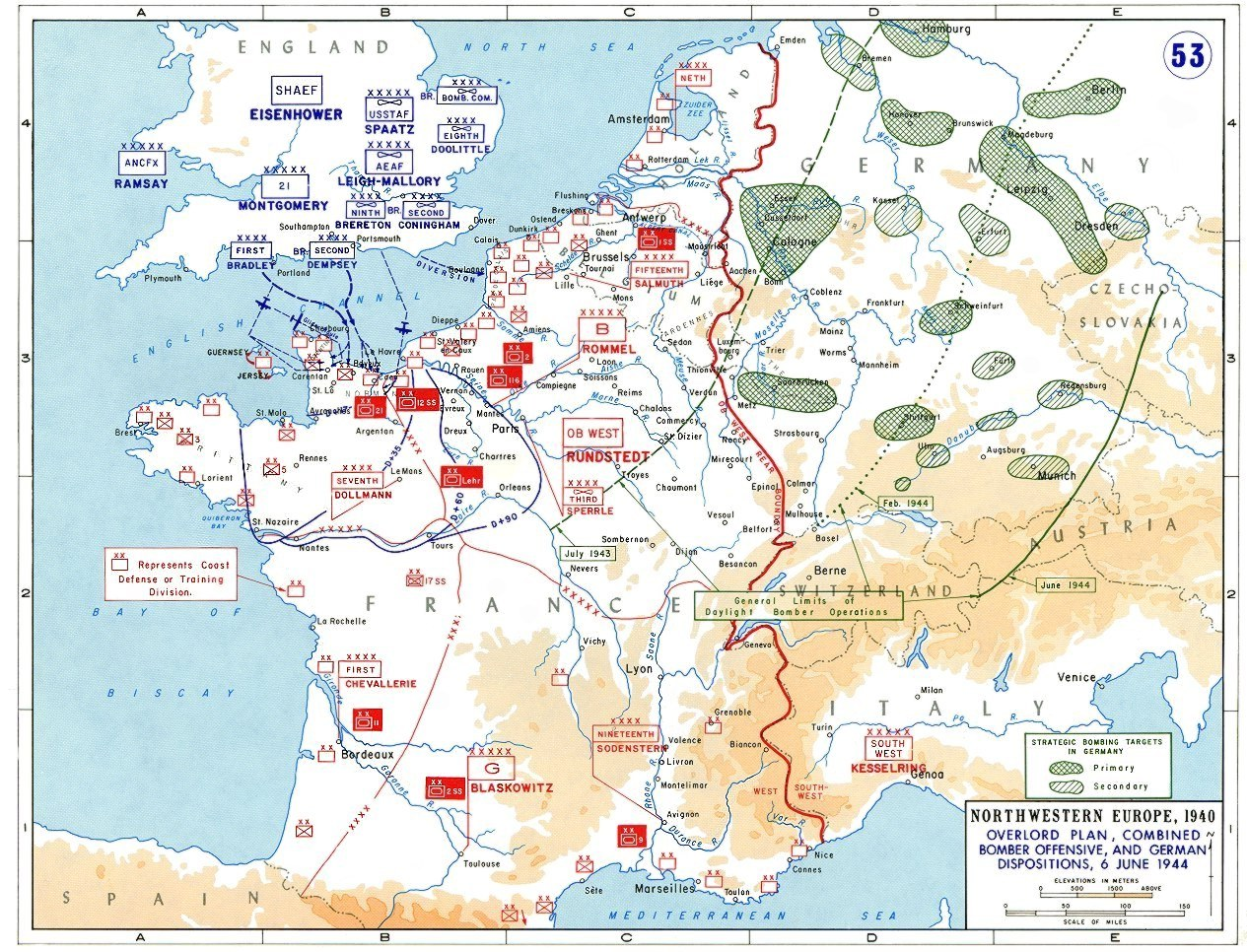
Положение союзников и немецких войск в Западной Европе на 6 июня 1944

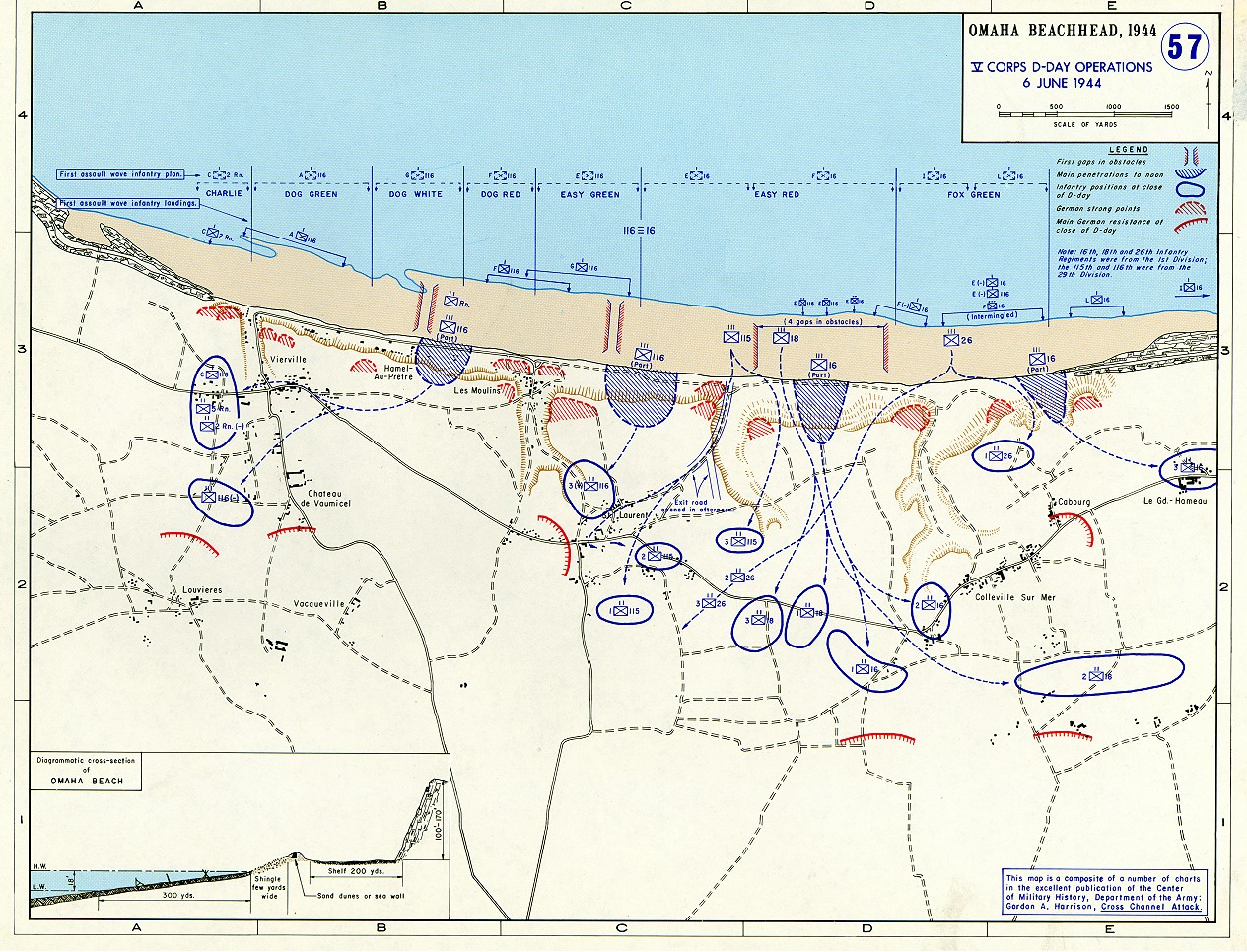
Карта сектора высадки «Омаха». 6 июня 1944

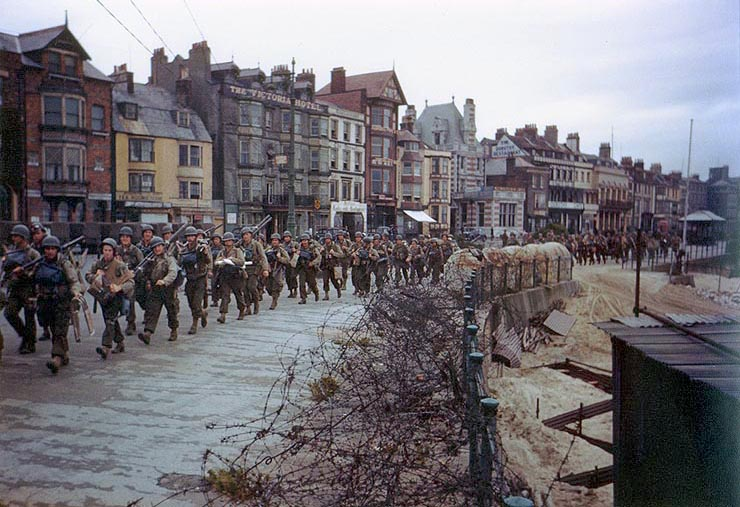
2-й батальон американских рейнджеров направляется к десантным кораблям. Порт Уэймут, июнь 1944

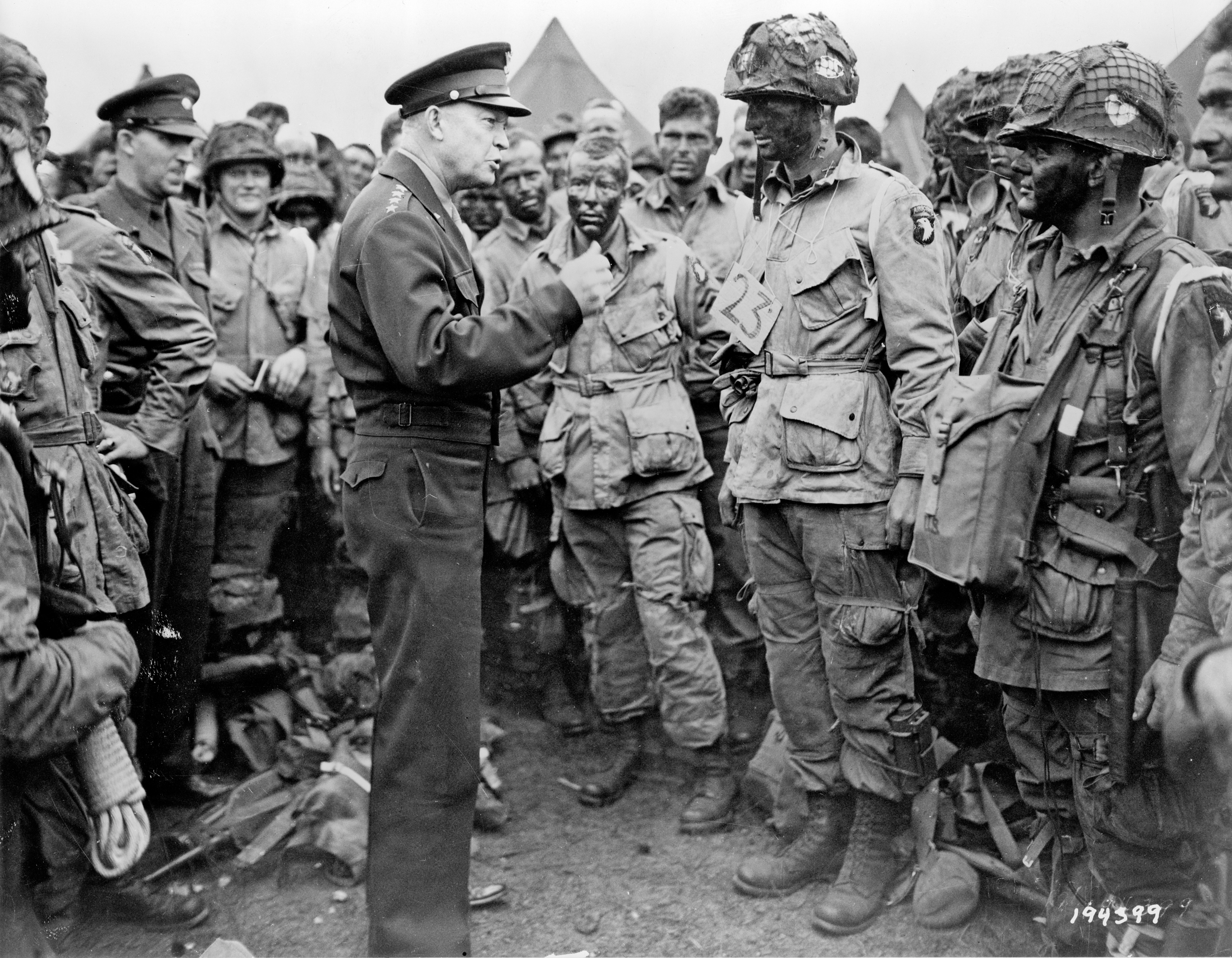
Эйзенхауэр напутствует солдат роты «E» 502-го полка 101-й воздушно-десантной дивизии. Вечер 5 июня 1944

При разработке плана вторжения командование США и Великобритании во многом опиралось на свою уверенность в том, что противнику неизвестны две важнейшие детали — место и время проведения операции «Оверлорд». Для обеспечения секретности и внезапности высадки была разработана и успешно проведена серия крупнейших дезинформационных операций — операция Bodyguard, операция Fortitude и другие.
Бо́льшую часть плана высадки союзных войск продумал британский фельдмаршал Бернард Монтгомери.
Разрабатывая план вторжения в Западную Европу, командование союзников изучало все её атлантическое побережье. Выбор места высадки определялся по различным причинам: мощность береговых укреплений противника, расстояние от портов Великобритании, и радиус действий истребителей союзников (так как флоту союзников и десанту требовалась поддержка авиации).
Для высадки десанта наиболее подходили районы Па-де-Кале, Нормандии и Бретани, так как остальные районы — побережье Голландии, Бельгии и Бискайского залива — были слишком удалены от Великобритании и не удовлетворяли требованию снабжения морским путём. В Па-де-Кале укрепления «Атлантического Вала» были самыми мощными, так как немецкое командование считало, что это наиболее вероятное место высадки союзников, поскольку оно ближе всего к Великобритании. Командование союзников отказалось от высадки в Па-де-Кале. Бретань была менее укреплённой, хотя находилась сравнительно далеко от Англии.
Командование союзников пришло к выводу, что оптимальным вариантом была высадка на побережье Нормандии — там укрепления были мощнее, чем в Бретани, но они были не столь глубоко эшелонированы, как в Па-де-Кале. Расстояние от Англии было больше, чем до Па-де-Кале, но меньше, чем до Бретани. Немаловажным фактором было также то, что Нормандия находилась в радиусе действия истребителей союзников, а расстояние от английских портов соответствовало требованиям, необходимым для снабжения войск морским транспортом. В связи с тем, что в операции для снабжения высадившихся войск планировалось задействовать искусственные гавани «Малберри», на начальном этапе союзникам не требовался захват имеющихся портов, вопреки мнению германского командования. Таким образом, выбор был сделан в пользу Нормандии.
Определение даты начала операции зависело от благоприятного сочетания многих факторов, которые оставляли для выбора всего лишь несколько подходящих дней в течение каждого месяца. Желательно было дождаться полнолуния, так как полная луна освещала бы цели для союзной авиации в ночное время и одновременно обеспечивала более высокий, сизигийный прилив. Высадка должна была произойти между отливом и приливом (перед приливом) незадолго до восхода солнца. Это было нужно, чтобы соблюсти баланс между хорошей видимостью оборонительных сооружений на пляже и временем нахождения десанта на открытой, хорошо простреливаемой местности. Такие дни были в начале мая и в начале июня 1944 года. Первоначально союзники планировали начать операцию в мае 1944 года, но из-за разработки плана высадки ещё одного десанта на полуострове Котантен (сектор «Юта») дату высадки перенесли с мая на июнь. В июне было только 3 удовлетворяющих ограничениям дня — 5, 6 и 7 июня.
Датой начала операции выбрали 5 июня. Однако, из-за плохой погоды в предшествующий день, Эйзенхауэр в итоге утвердил высадку на 6 июня — именно этот день и вошёл в историю как «День Д».
После высадки десанта и укрепления его позиций войска должны были произвести прорыв на восточном фланге (в области Кана). В указанной зоне должны были сосредоточиться вражеские силы, которым предстояла бы длительная битва и удерживание со стороны канадских и британских армий. Таким образом, связав вражеские армии на востоке, Монтгомери предполагал прорыв по западному флангу американских армий под командованием генерала Омара Брэдли, которые опирались бы на Кан. Атака должна была пройти на юг до Луары, что помогло бы повернуть по широкой дуге к Сене возле Парижа за 90 дней.
Монтгомери сообщил свой план полевым генералам в марте 1944 года в Лондоне. Летом 1944 года военные действия проводились и проходили согласно этим указаниям, но благодаря прорыву и быстрому продвижению американских войск в ходе операции «Кобра» форсирование Сены началось уже к 75-му дню операции.

## Высадка и создание плацдарма

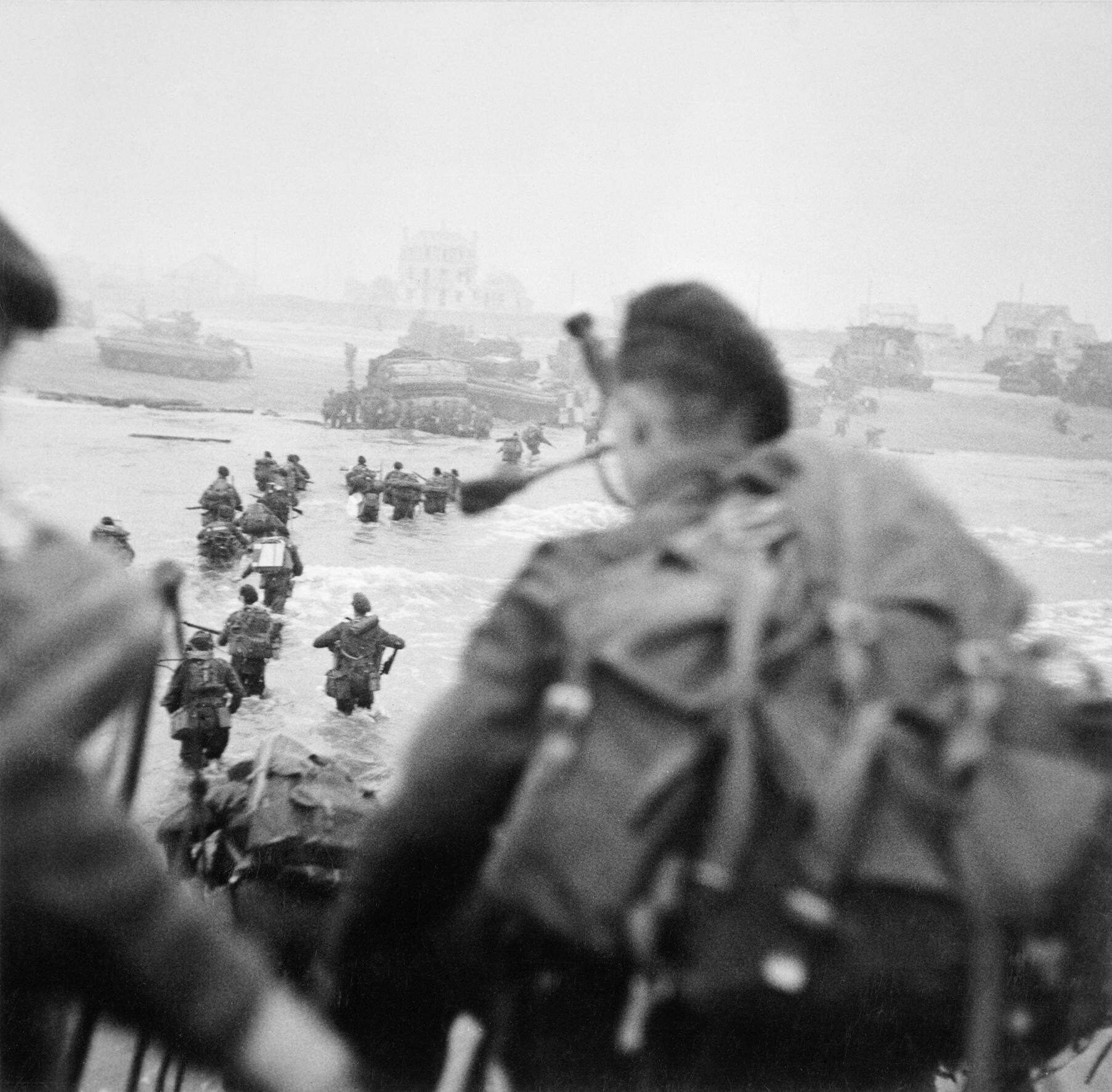
Пляж Сорд. Саймон Фрейзер, лорд Ловат, командир 1-й британской бригады коммандос, высаживается на берег со своими солдатами.

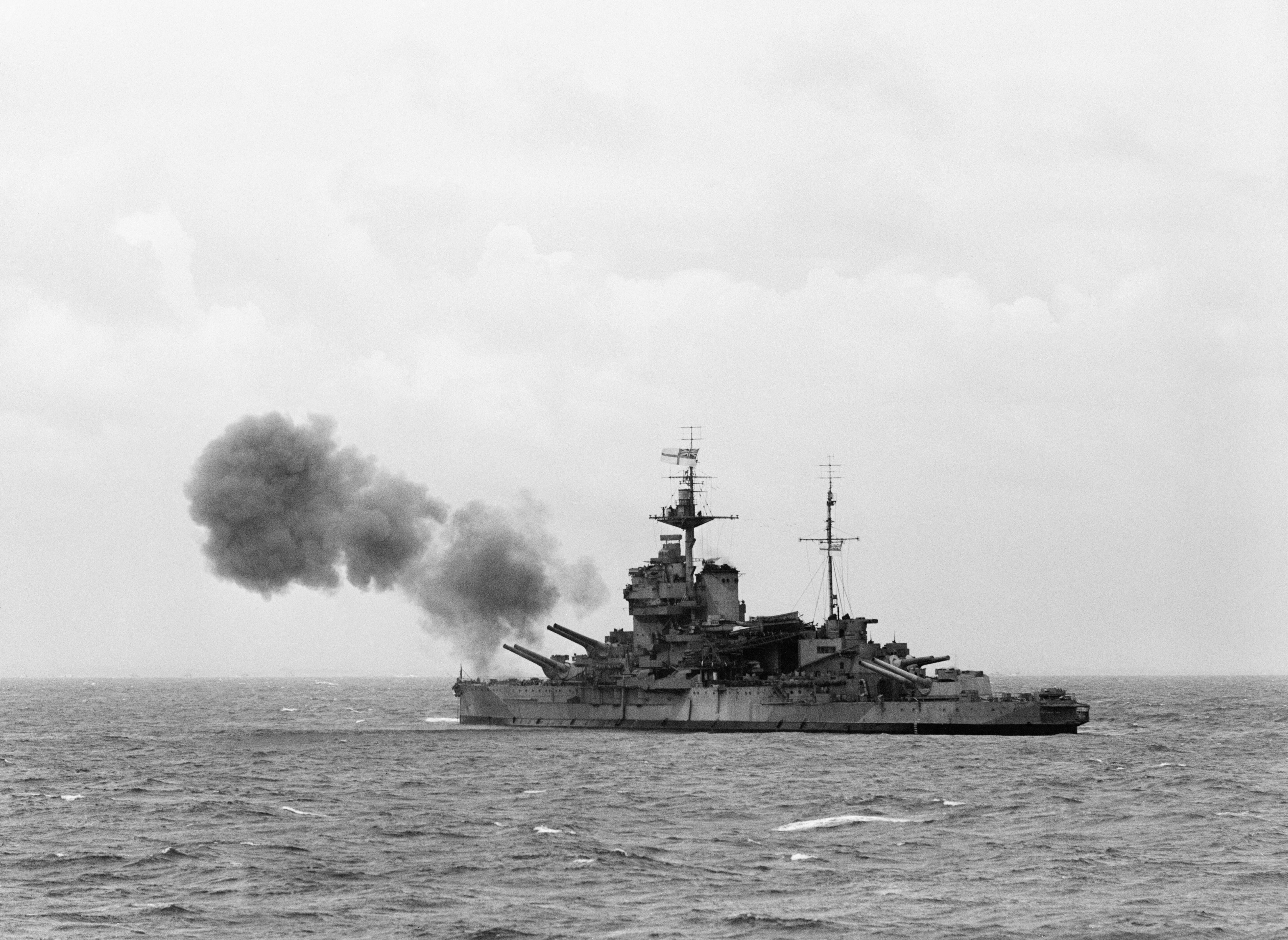
Английский линкор «Уорспайт» ведёт огонь по немецким позициям.

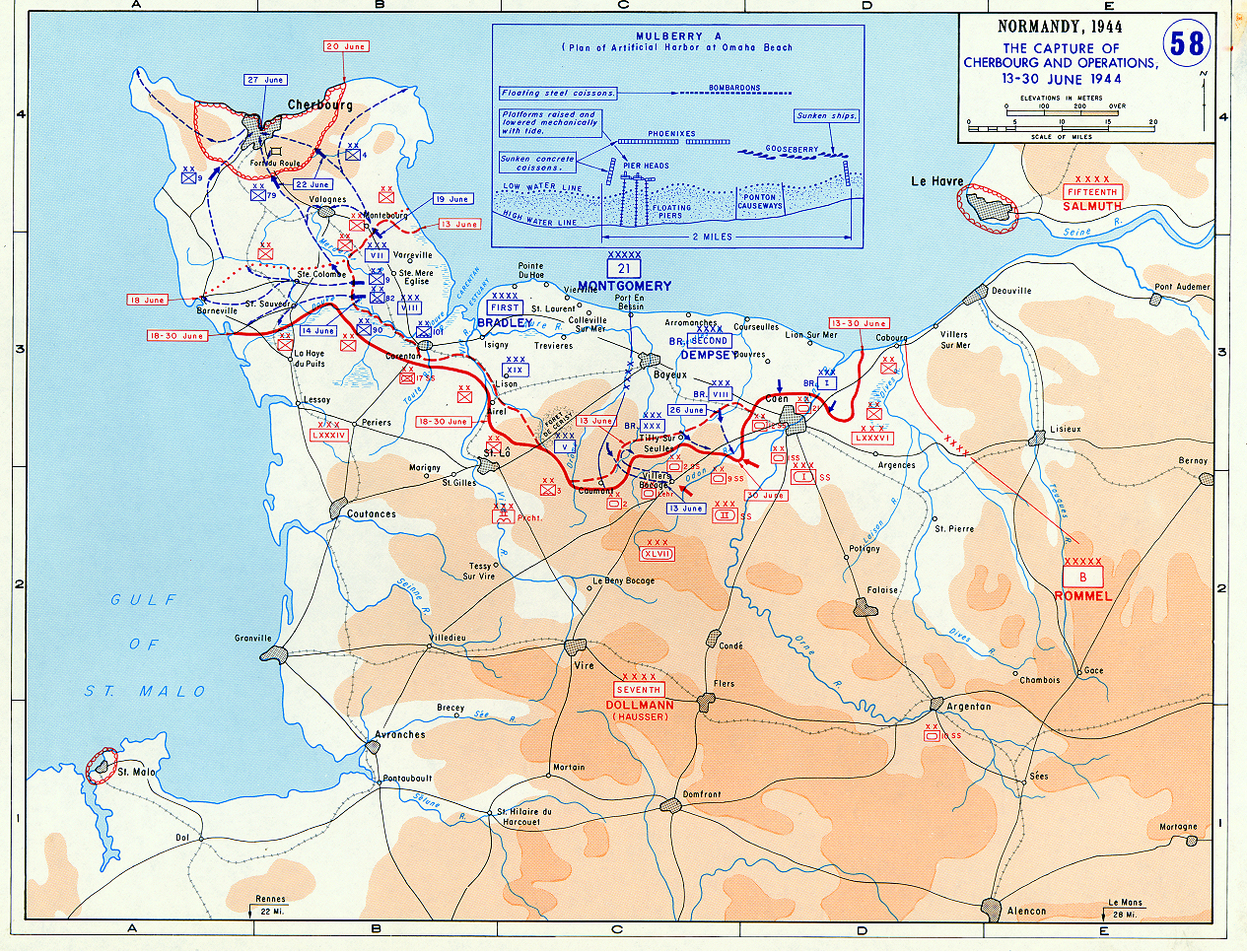
Плацдарм союзников в Нормандии к 1 июля 1944

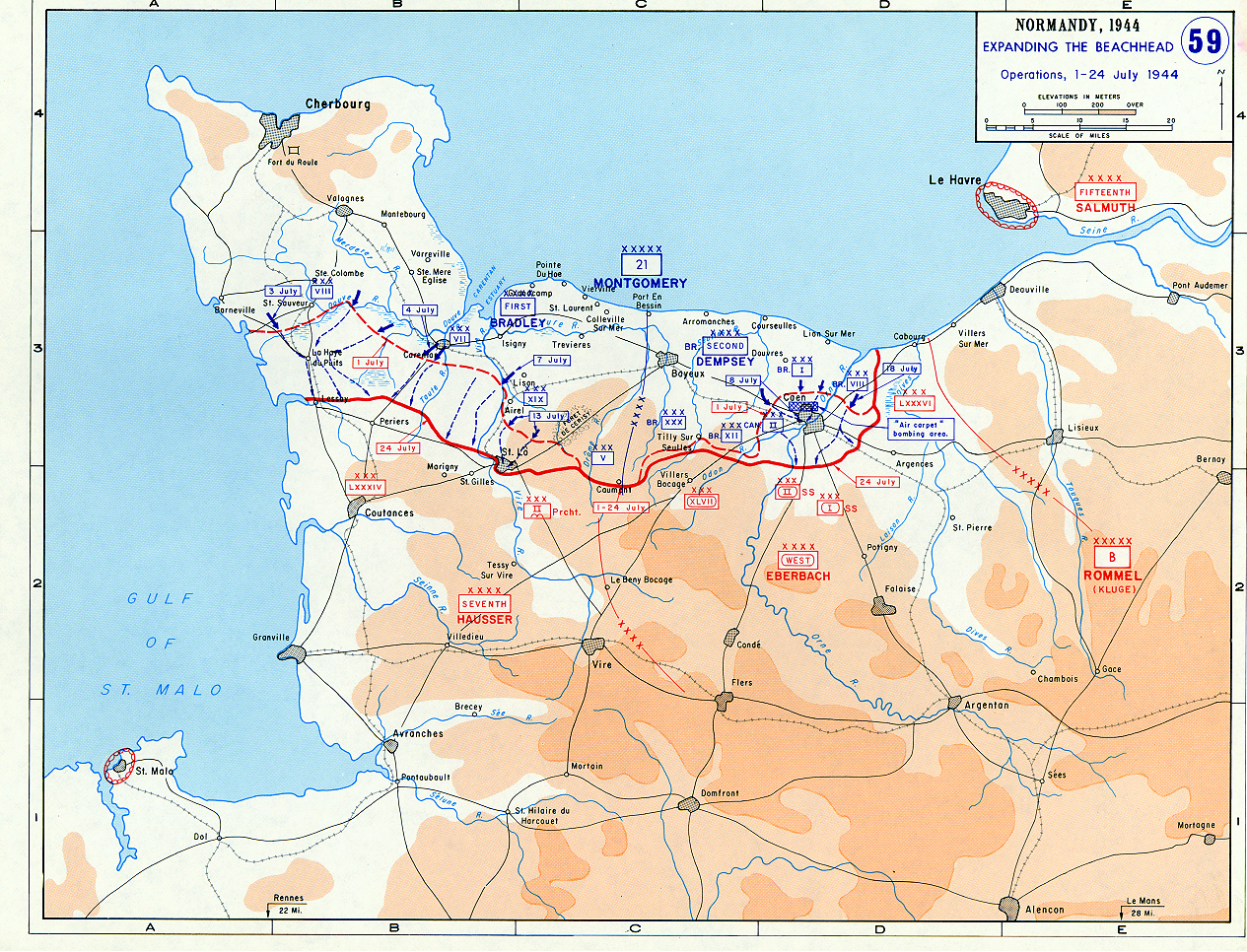
Плацдарм союзников в Нормандии к 24 июля 1944

12 мая 1944 года союзная авиация провела массированные бомбардировки, в результате которых было уничтожено 90 % заводов, производящих синтетическое горючее. Немецкие механизированные части испытывали острый дефицит топлива, потеряв возможность широкого манёвра.
В ночь на 6 июня союзники под прикрытием массированных ударов авиации высадили парашютный и планерный десант: северо-восточнее Кана 6-ю британскую воздушно-десантную дивизию, а севернее Карантана — две американские (82-ю и 101-ю) дивизии.
Британские десантники были первыми из войск союзников, кто ступил на землю Франции в ходе Нормандской операции — после полуночи 6 июня они высадились к северо-востоку от города Кана, захватив мост через реку Орн, чтобы противник не мог перебрасывать по нему подкрепления к побережью.
Американские десантники из 82-й и 101-й дивизий высадились на полуострове Котантен в западной части Нормандии и освободили город Сент-Мер-Эглиз, первый город в материковой Франции, освобождённый союзниками.
Утром были высажены морские десанты. Самое ожесточённое сопротивление немцами было оказано на американском участке «Омаха». По плану до высадки морского десанта проводилась мощная артподготовка и бомбардировка. В секторе «Омаха» утром из-за тумана бомбардировщики и корабельная артиллерия промахнулись, и укрепления «Атлантического Вала» здесь не получили значительных повреждений. На остальных участках высадки, где артподготовка и бомбардировка удались, немецкие укрепления и войска получили значительный урон, и там союзники встретили намного меньше сопротивления, чем на «Омахе». К исходу дня американцы потеряли на «Омахе» только убитыми около 1700 человек, ещё около 3000 солдат были ранены, в то время как на участке «Юта» потери составили всего 197 убитых и около 500 раненых.
Вскоре морской десант соединился с парашютистами 82-й и 101-й дивизий на полуострове Котантен. На остальных участках высадки союзники успешно выполнили поставленные задачи с минимальными потерями. В первом эшелоне 6 июня на побережье Франции высадились 156 000 американских, английских и канадских солдат и около 10 000 единиц различной техники. К исходу 6 июня союзники захватили 3 плацдарма и высадили с моря 5 пехотных дивизий и 3 бронетанковых бригады.
После успешной высадки адъютант Эйзенхауэра нашёл в его кармане заготовленный текст обращения на случай поражения: «Наша высадка в районе Шербур — Гавр не привела к удержанию плацдарма, и я отвёл войска. Мое решение атаковать в это время и в этом месте было основано на той информации, которой я располагал. Войска, авиация и флот сделали всё, что храбрость и верность долгу могли свершить. Если кто-то виновен в неудаче этой попытки, то это только я».
К исходу 12 июня был создан плацдарм протяжённостью 80 км по фронту и 10—17 км в глубину; на нём находилось 16 дивизий союзников (12 пехотных, 2 воздушно-десантные и 2 танковые). Немецкое командование к этому времени ввело в бой до 12 дивизий (в том числе 3 танковые), ещё 3 дивизии были на подходе. Немецкие войска вводились в бой по частям и несли большие потери (к тому же, надо учитывать, что немецкие дивизии по численности были меньше союзных). К концу июня союзники расширили плацдарм до 100 км по фронту и 20—40 км в глубину. На нём было сосредоточено свыше 25 дивизий (в том числе 4 танковые), которым противостояли 23 немецкие дивизии (в том числе 9 танковых). 13 июня 1944 года немцы безуспешно контратаковали в районе города Карантана, союзники отразили атаку, форсировали реку Мердер и продолжили наступление на полуостров Котантен.
18 июня войска 7-го корпуса 1-й американской армии, наступая к западному побережью полуострова Котантен, отрезали и изолировали немецкие части на полуострове. 29 июня союзники овладели глубоководным портом Шербур, и тем самым улучшили своё снабжение. До этого союзники не контролировали ни одного крупного порта. Снабжение войск осуществлялось с помощью искусственной гавани «Малберри Б» и выгрузкой людей и грузов непосредственно на берег десантными кораблями. Эти способы снабжения были сравнительно уязвимы для неустойчивой погоды, и командование союзников понимало, что им нужен глубоководный порт. Взятие Шербура ускорило прибытие подкреплений. Пропускная способность этого порта составляла 15 000 тонн в сутки.
Снабжение войск союзников:
- К 11 июня на плацдарм прибыли 326 547 человек, 54 186 единиц техники и 104 428 тонн материалов снабжения.
- К 30 июня более 850 000 человек, 148 000 единиц техники, и 570 000 тонн материалов снабжения.
- К 4 июля численность высаженных на плацдарм войск превысила 1 000 000 чел.
- К 25 июля численность войск превысила 1 452 000 чел.

16 июля Эрвин Роммель был тяжело ранен, когда ехал в своём штабном автомобиле и попал под огонь британского истребителя. Водитель машины погиб, а Роммель получил тяжёлые ранения, и его заменил на посту командующего группой армий «B» фельдмаршал Гюнтер фон Клюге, которому пришлось также заменить смещённого главнокомандующего немецкими войсками на западе Рундштедта. Фельдмаршал Герд фон Рундштедт был смещён из-за того, что требовал от германского генерального штаба заключить перемирие с союзниками.
К 21 июля войска 1-й американской армии продвинулись в южном направлении на 10—15 км и заняли город Сен-Ло, английские и канадские войска после ожесточённых боёв овладели городом Каном. Командование союзников в это время разрабатывало план по прорыву с плацдарма, так как плацдарм, захваченный в ходе Нормандской операции к 25 июля (до 110 км по фронту и глубиной 30—50 км), был в 2 раза меньше того, который предусматривалось занять по плану операции. Однако в условиях абсолютного господства в воздухе союзной авиации оказалось возможным сосредоточить на захваченном плацдарме достаточно сил и средств для проведения в последующем крупной наступательной операции в Северо-Западной Франции. К 25 июля численность войск союзников уже составляла более 1 452 000 человек и продолжала непрерывно увеличиваться.
Продвижению войск сильно мешали «бокажи» — живые изгороди, посаженные местными крестьянами, которые за сотни лет превратились в непреодолимые препятствия даже для танков, и союзникам приходилось придумывать ухищрения для преодоления этих препятствий. Для этих целей союзники стали использовать танки M4 «Шерман», к днищу которых прикреплялись острые металлические пластины, срезавшие «бокажи». Немецкое командование рассчитывало на качественное превосходство своих тяжёлых танков «Тигр» и «Пантера» перед основным танком союзных войск M4 «Шерман». Но танки здесь уже мало что решали — всё зависело от ВВС: танковые войска вермахта становились лёгкой мишенью для господствующей в воздухе авиации союзников. Подавляющая часть немецких танков была уничтожена штурмовиками союзников P-51 Mustang и P-47 Thunderbolt. Превосходство союзников в воздухе решило исход битвы за Нормандию.
В Англии размещалась 1-я группа армий союзников (командующий Дж. Паттон) — в районе города Дувра напротив Па-де-Кале, чтобы у немецкого командования создалось впечатление, что союзники собираются нанести главный удар именно там. По этой причине в Па-де-Кале находилась 15-я немецкая армия, которая ничем не смогла помочь 7-й армии, нёсшей большие потери в Нормандии. Даже через 5 недель после «Дня Д» дезинформированные немецкие генералы считали, что высадка в Нормандии является «диверсией», и всё ждали Паттона в Па-де-Кале с его «группой армий». Здесь немцы допустили непоправимую ошибку. Когда они поняли, что союзники их обманули, то было уже поздно — американцы начали наступление и прорыв с плацдарма.

## Прорыв союзников

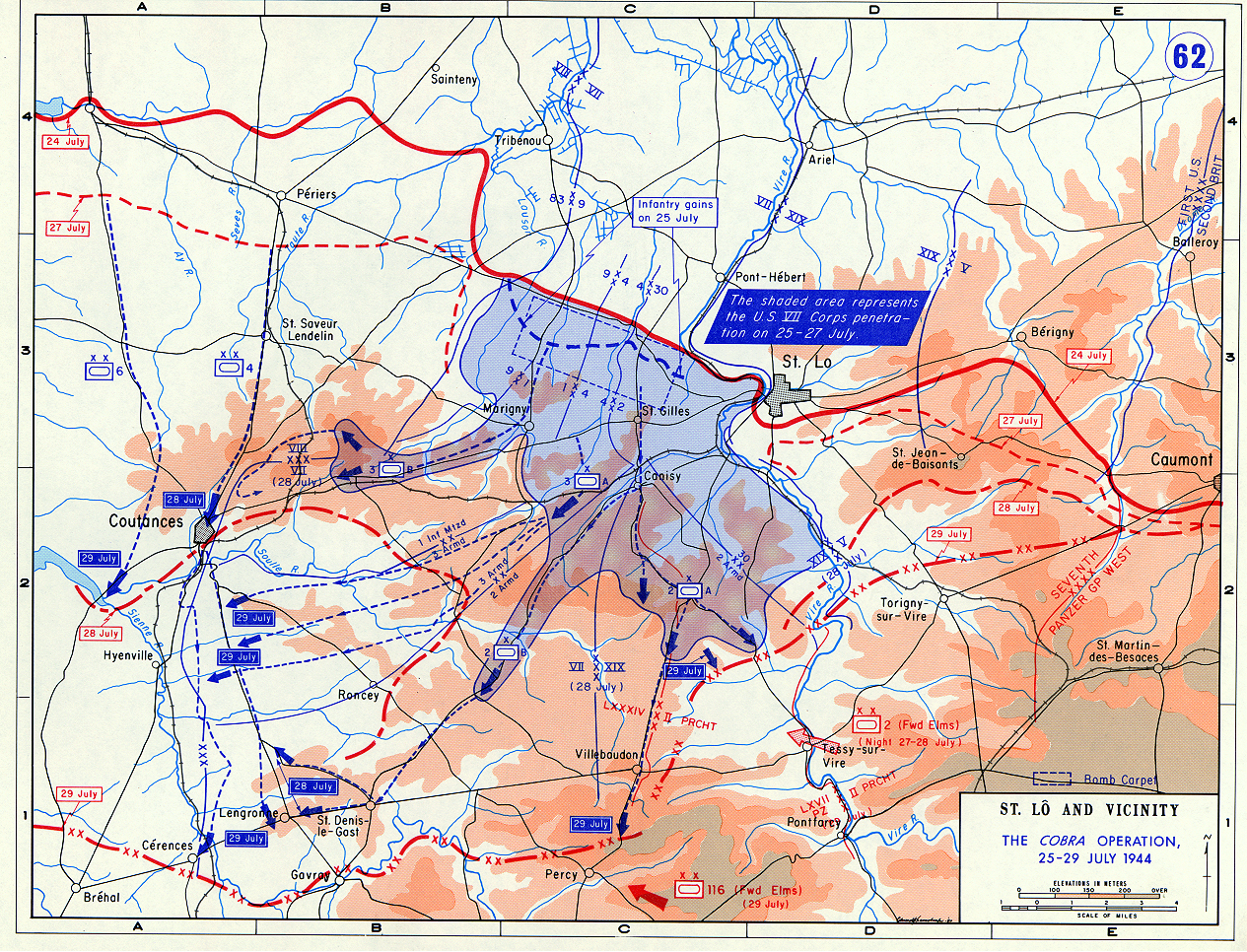
Операция «Кобра» — 24—29 июля 1944

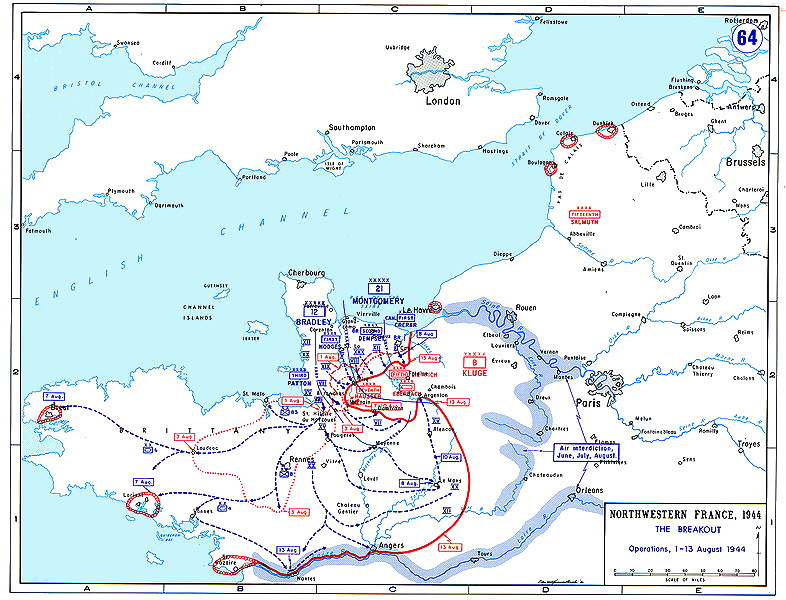
Карта, показывающая прорыв американских войск с плацдарма в Нормандии с 25 июля по 13 августа 1944 в регионы Бретань и Страна Луары

План прорыва в Нормандии — операция «Кобра» — был разработан генералом Брэдли в начале июля и 12 июля представлен вышестоящему командованию. Целью союзников был прорыв с плацдарма и выход на открытую местность, где они могут использовать своё преимущество в мобильности (на плацдарме в Нормандии их продвижение затрудняли «живые изгороди» — бокаж, фр. bocage).
Плацдармом для сосредоточения американских войск перед прорывом стали окрестности города Сен-Ло, который был освобождён 23 июля. 25 июля более 1000 американских орудий дивизионной и корпусной артиллерии обрушили на противника более 140 тысяч снарядов. Кроме массированных артиллерийских обстрелов, для прорыва американцы также использовали поддержку ВВС. Немецкие позиции 25 июля подверглись «ковровой» бомбардировке самолётами «B-17 Flying Fortress» и «B-24 Liberator». Передовые позиции немецких войск возле Сен-Ло оказались практически полностью уничтожены бомбардировкой. Образовалась брешь во фронте, и через неё 25 июля американские войска, используя своё превосходство в авиации, совершили прорыв в районе города Авранша (операция «Кобра») на фронте шириной в 7000 ярдов (6400 м). В наступлении на таком узком участке фронта американцы задействовали более 2000 единиц бронетехники и быстро прорвались через образовавшуюся в немецком фронте «стратегическую дыру», наступая из Нормандии на полуостров Бретань и в регион Страна Луары. Здесь наступающим американским войскам уже так не мешали бокажи, как это было севернее, в прибрежных районах Нормандии, и они использовали своё превосходство в мобильности на этой открытой местности.
1 августа была сформирована 12-я группа армий союзников под командованием генерала Омара Брэдли, в её состав вошли 1-я и 3-я американские армии. 3-я американская армия генерала Паттона совершила прорыв и за две недели освободила полуостров Бретань, окружила немецкие гарнизоны в портах Брест, Лориан и Сен-Назер. 3-я армия вышла к реке Луаре, достигнув города Анже, захватила мост через Луару, а затем направилась на восток, где достигла города Аргентана. Здесь немцы не могли остановить продвижение 3-й армии, поэтому они решили организовать контратаку, что также стало для них грубейшей ошибкой.

## Завершение Нормандской операции

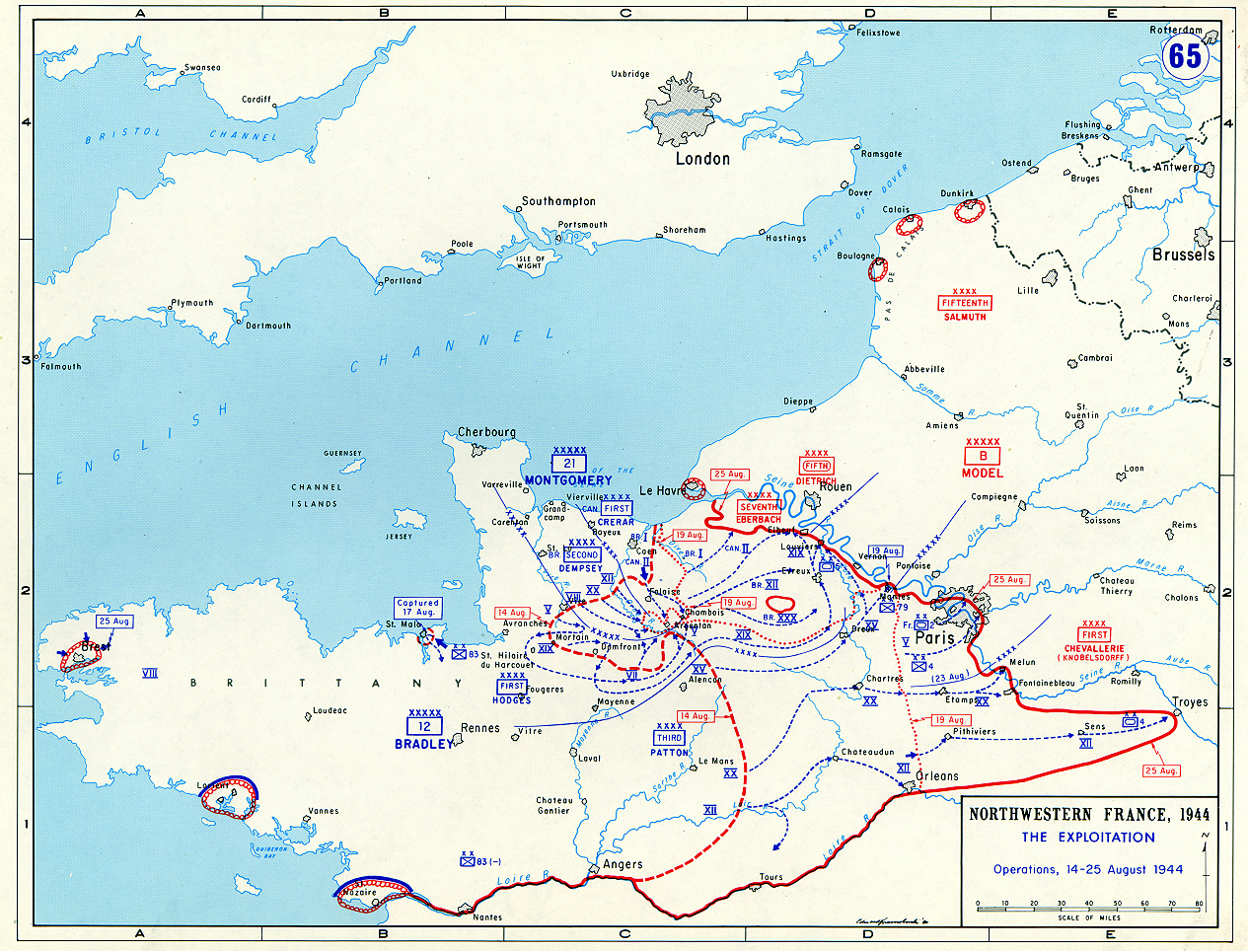
Наступление войск союзников в Нормандии к Парижу с 13 по 25 августа 1944

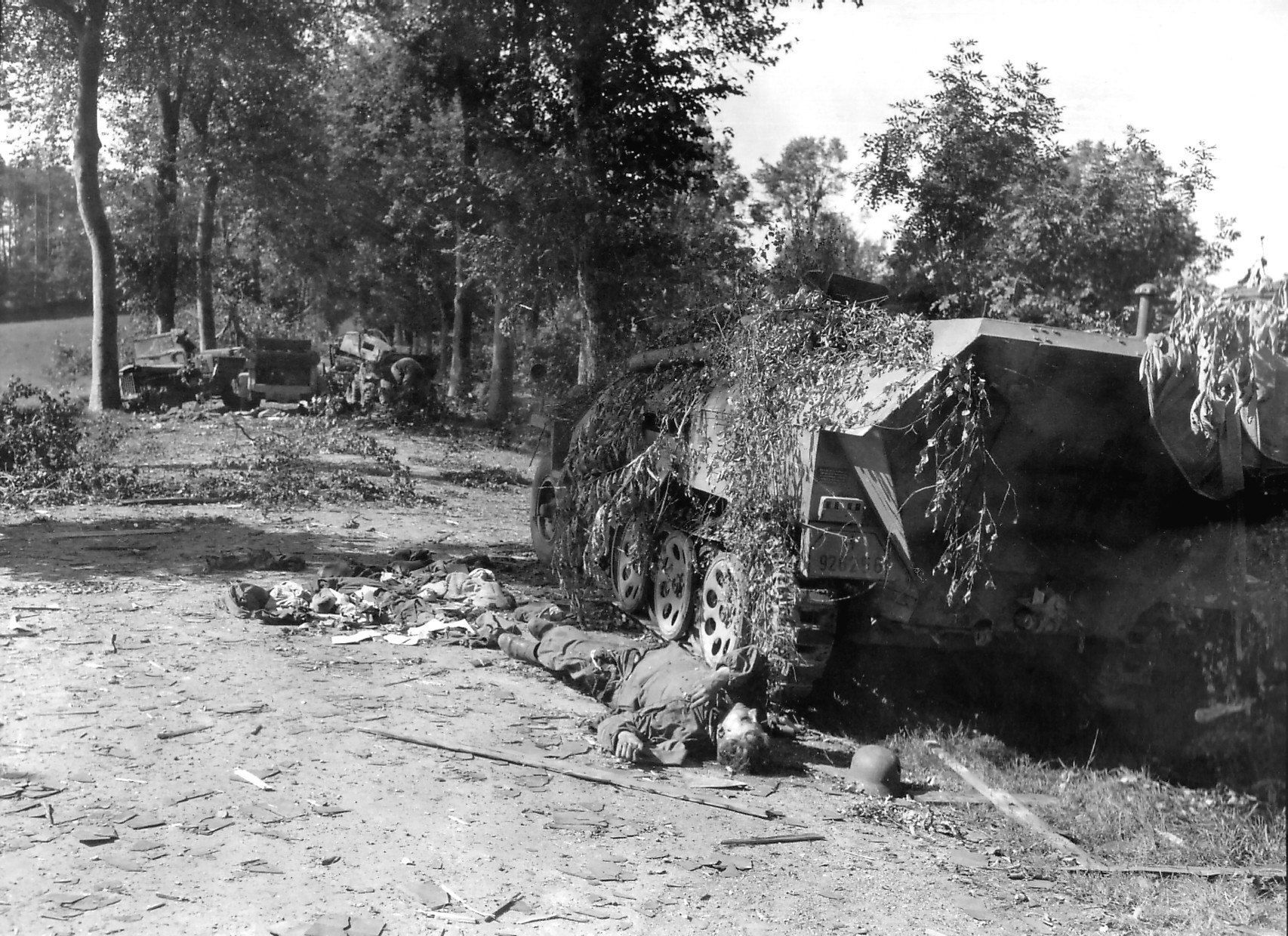
Разгром немецкой бронеколонны во время операции «Люттих»

В ответ на прорыв американцев немцы попытались отрезать 3-ю армию от остальных частей союзников и перекрыть их линии снабжения, захватив Авранш. 7 августа они предприняли контрудар, известный как операция «Люттих» (нем. Lüttich), который закончился сокрушительным провалом.
Первый удар был нанесен по Мортену в районе высоты 317. Мортен был захвачен, но дальше у немцев пошли неудачи. 1-я американская армия успешно отражала все атаки. В район боевых действий подтягивались 2-я английская и 1-я канадская армии с севера и 3-я армия Паттона с юга. Немцы предприняли несколько атак на Авранш, но так и не смогли прорвать оборону противника. Тем временем 3-я армия Паттона, обойдя противника, атаковала с юга во фланг и тыл наступающих на Авранш немецкие войска в районе Аржантана — войска 15-го американского корпуса под командованием Уэйда Хэйслипа, после быстрого продвижения по региону Страна Луары, вошли в соприкосновение с противником в районе Аржантана, атаковав его с юга и юго-востока, то есть с тыла. Далее к 15-му корпусу присоединились другие американские части, наступавшие с юга. Атака американских войск с юга поставила немецкую 7-ю и 5-ю танковую армии под реальную угрозу окружения, и вся система немецкой обороны Нормандии развалилась. Брэдли заявил: «Такая возможность открывается командиру раз в столетие. Мы собираемся уничтожить вражескую армию и дойти до самой германской границы».
На западе возле города Мортена немецкие атаки удерживали части 1-й американской армии. С севера наступали англо-канадские войска под командованием Монтгомери. Немецкие 7-я и 5-я танковая армии к 15 августа попали в окружение, в так называемый «Фалезский котёл». Немцы смогли выйти из «котла», но ценой больших потерь: всего за 5 дней с 15 по 20 августа немцы потеряли целых 6 дивизий. Отступающие немецкие войска подвергались постоянным налётам авиации союзников и артиллерийским обстрелам.

## Последствия

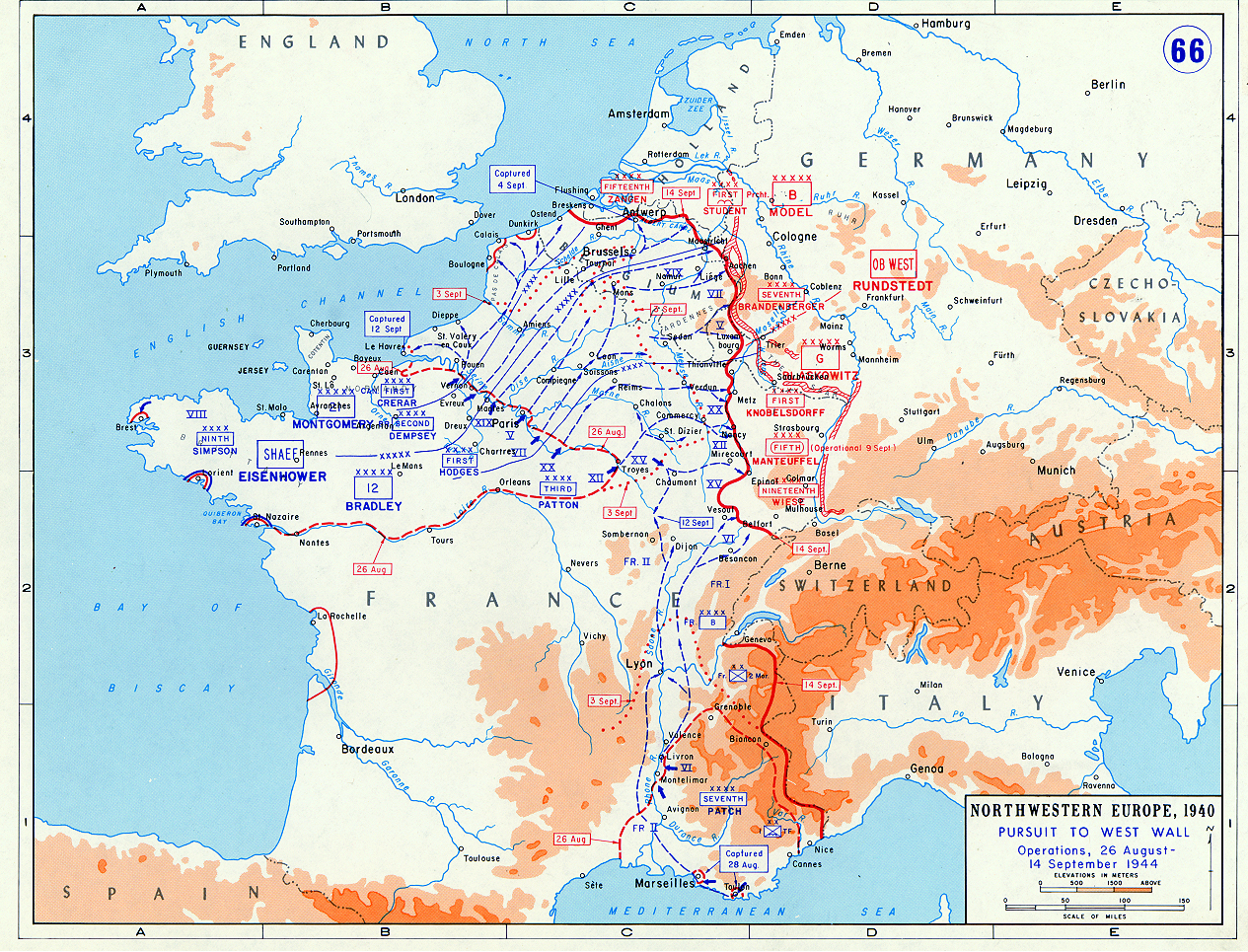
Положение Западного фронта с 26 августа по 14 сентября 1944

Потери немцев в живой силе и технике оказались невосполнимыми: за время битвы за Нормандию было уничтожено более сорока́ немецких дивизий, потеряны 450 000 человек, из которых 240 000 были ранены или убиты. Потери союзников также были значительными — 209 672 солдат и офицеров, 36 976 из которых погибли. Лишившись большого количества солдат и офицеров, а также потеряв огромное количество техники, немцы были вынуждены почти непрерывно отступать к германской границе. 25 августа союзники освободили Париж, а 30 августа последние немецкие части отступили через Сену. В конечном счёте наступление союзников в Нормандии в августе 1944 года вызвало крушение всего германского Западного фронта и немецкие войска смогли восстановить новую линию фронта только в сентябре 1944 года на западной границе Германии с помощью «Линии Зигфрида».
12-я группа армий союзников, наступая из Нормандии на восток, соединились с наступающей с юга Франции 6-й группой армий союзников в районе Дижона 12 сентября. Части 1-й немецкой армии, которые не успели отступить, оказались отрезанными и изолированными в юго-западной части Франции между рекой Луарой и Пиренеями и на побережье Бискайского залива. Позже эта территория будет очищена американской 94-й дивизией и французскими войсками.
В период между 17-м и 25-м сентября 1944 года союзники пытались обойти «Линию Зигфрида» с севера и захватить голландские порты, чтобы решить проблему со снабжением, а затем вторгнуться в промышленные районы Германии. Добившись этих целей, союзники планировали закончить войну к Рождеству. Для осуществления этих планов была разработана операция «Маркет гарден», в ходе которой главная цель не была достигнута, но 21-я группа армий освободила южную часть Голландии и обезопасила доступ к бельгийскому порту Антверпен, который был важен для снабжения войск союзников.
19 сентября американские войска, разгромив немецкий гарнизон, взяли порт Брест на полуострове Бретань. Немецкие гарнизоны в портах Лориан и Сен-Назер, а также на Нормандских островах оставались окружёнными и изолированными от внешнего мира и сдались союзникам в конце войны. Все остальные немецкие гарнизоны на побережье Франции и Бельгии были изолированы и разгромлены союзниками. Это привело к полному распаду германского Атлантического вала.
Союзники в течение осени 1944 года вышли к западной границе Германии по всей её протяжённости, а в некоторых местах даже пересекли её. В частности, американские войска прорвали «Линию Зигфрида» возле города Ахена на участке длиной около 65 км в период между 2-м и 21-м октября. В ноябре 1944 года американские и французские войска начали наступление на северо-востоке Франции через Вогезские горы и освободили большую часть Эльзаса и Лотарингии и вышли к Верхнему Рейну в Эльзасе. Таким образом, вермахт потерял практически все свои позиции в Западной Европе. За период с августа и по конец ноября 1944 года союзниками были уничтожены 29 немецких дивизий.
Наступление союзников было временно приостановлено из-за нехватки снабжения, которое они наладили к началу зимы — наступление было продолжено после разгрома немецких войск в Арденнской операции в декабре 1944 — январе 1945 и последующих Эльзасско-Лотарингской, Кольмарской и Маас-Рейнской операциях.

## Мемориалы

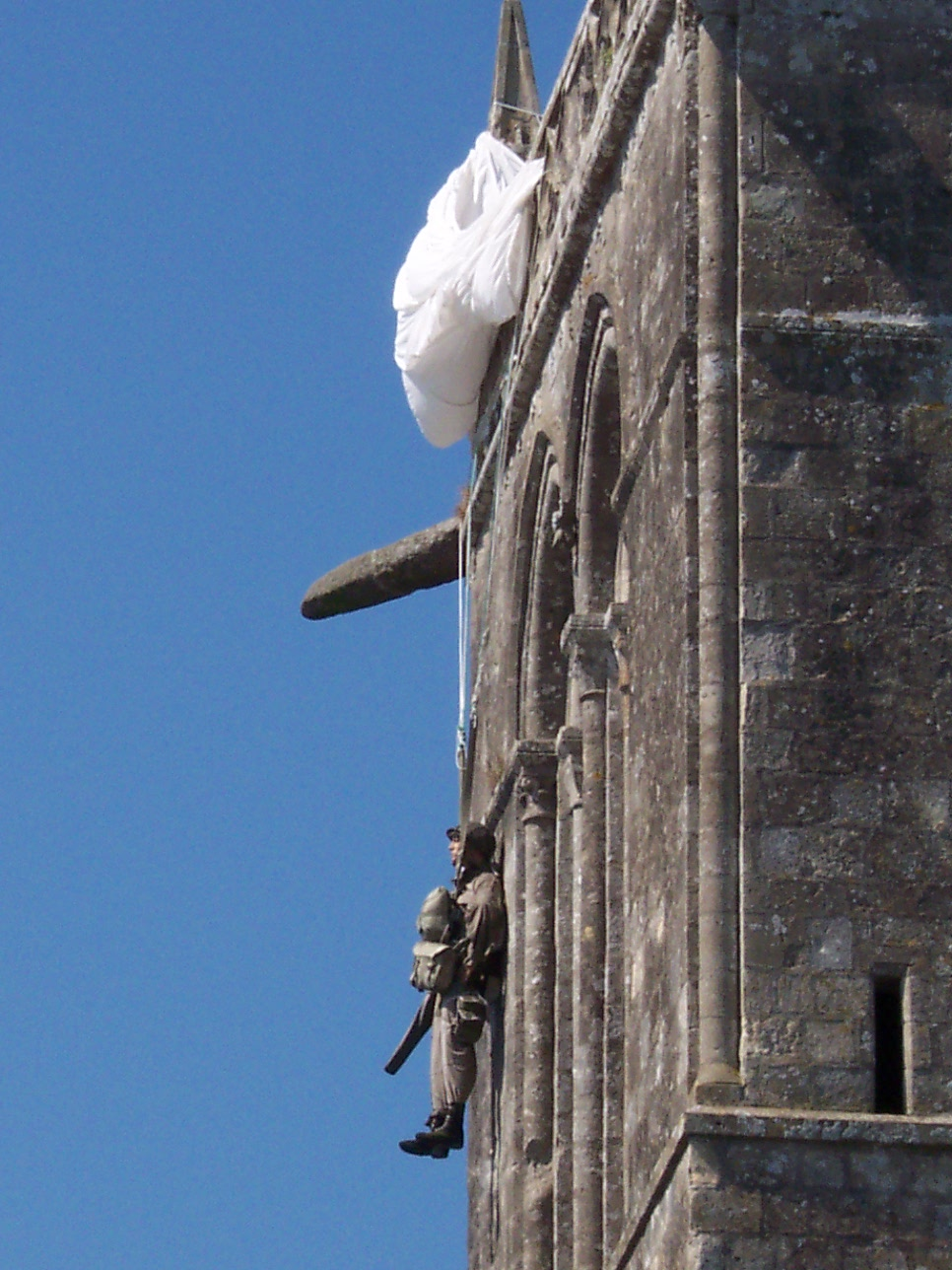
Мемориал на церкви в Сент-Мер-Эглизе в память о рядовом Джоне Стиле
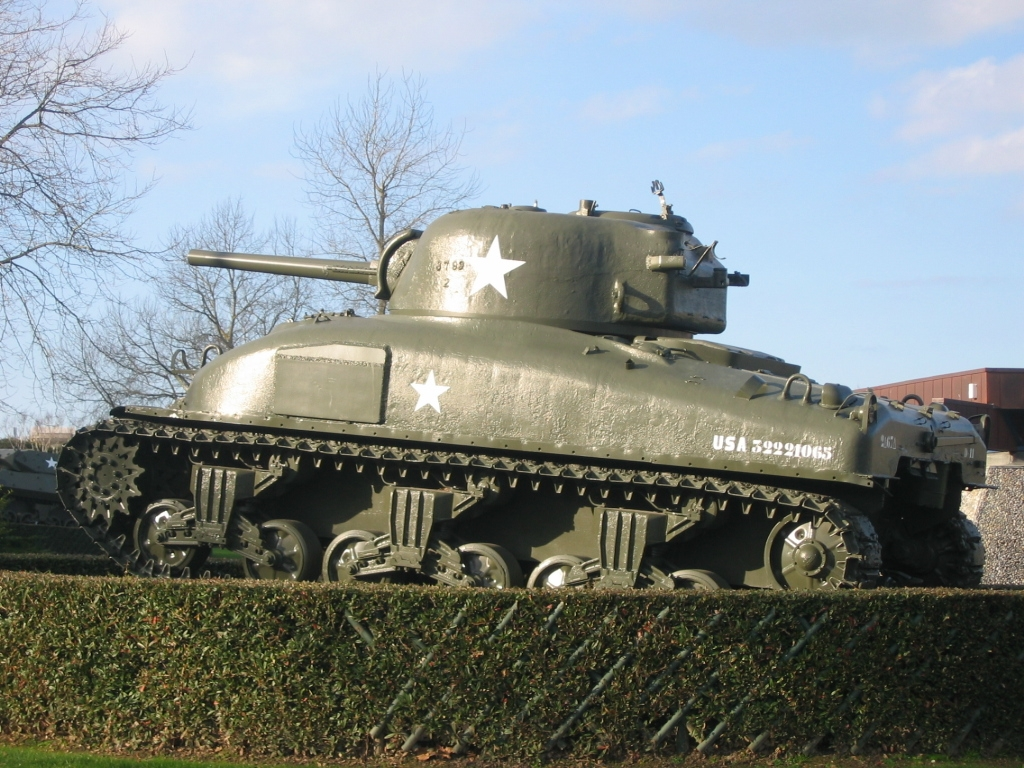
Танк M4 «Шерман» в городе Байё в Нормандии
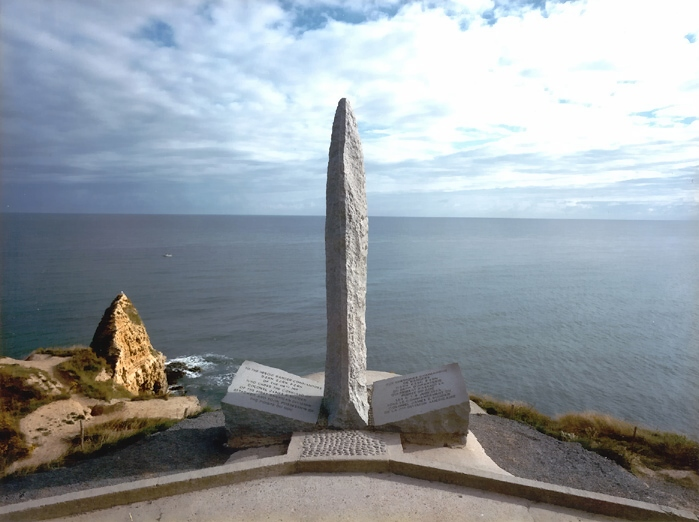
Монумент в Пуант-дю-Ок в секторе высадки «Омаха», где 6 июня 1944 года высадился 2-й батальон американских рейнджеров
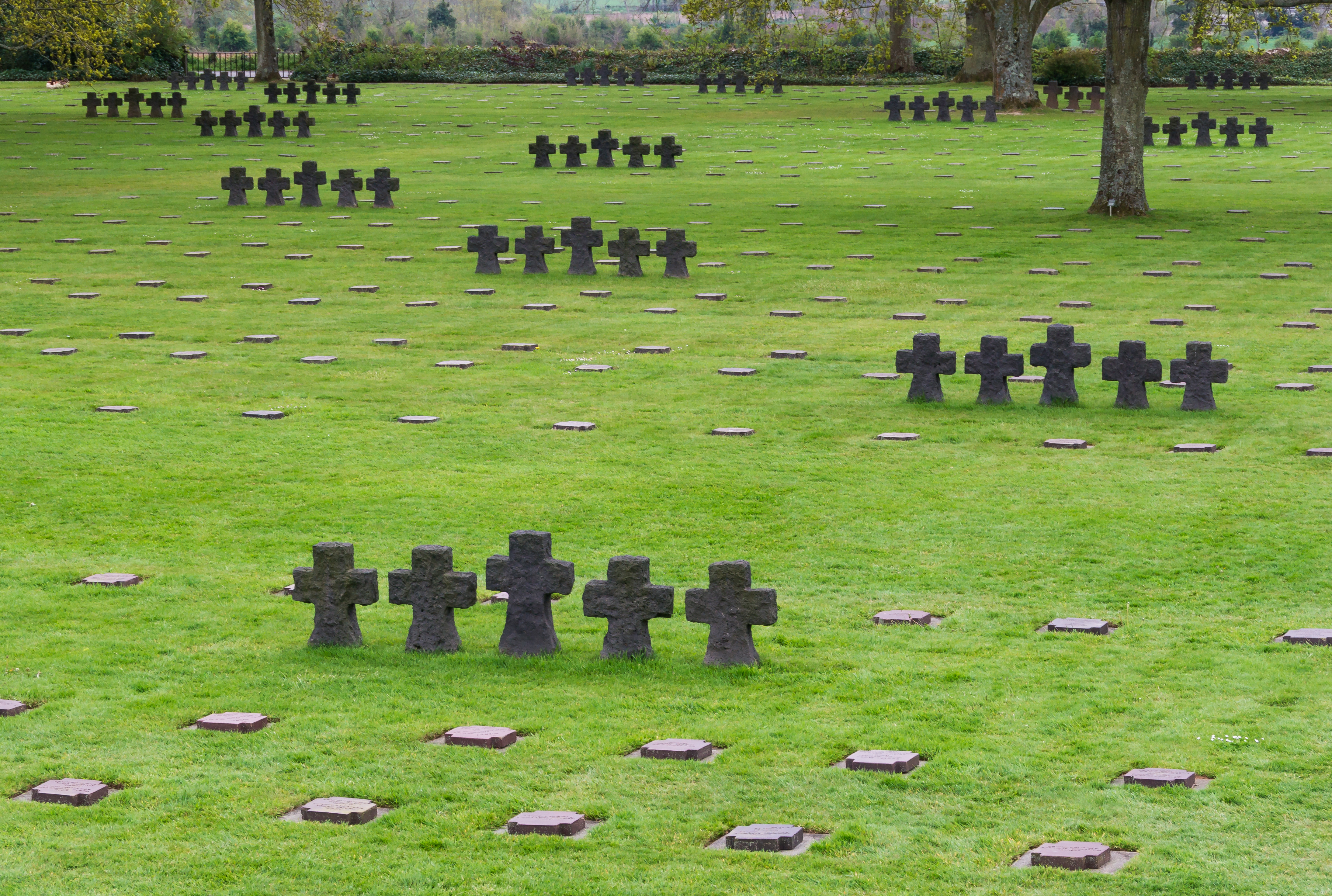
Немецкое военное кладбище в коммуне Ла-Камб, Байё, Франция

## Галерея

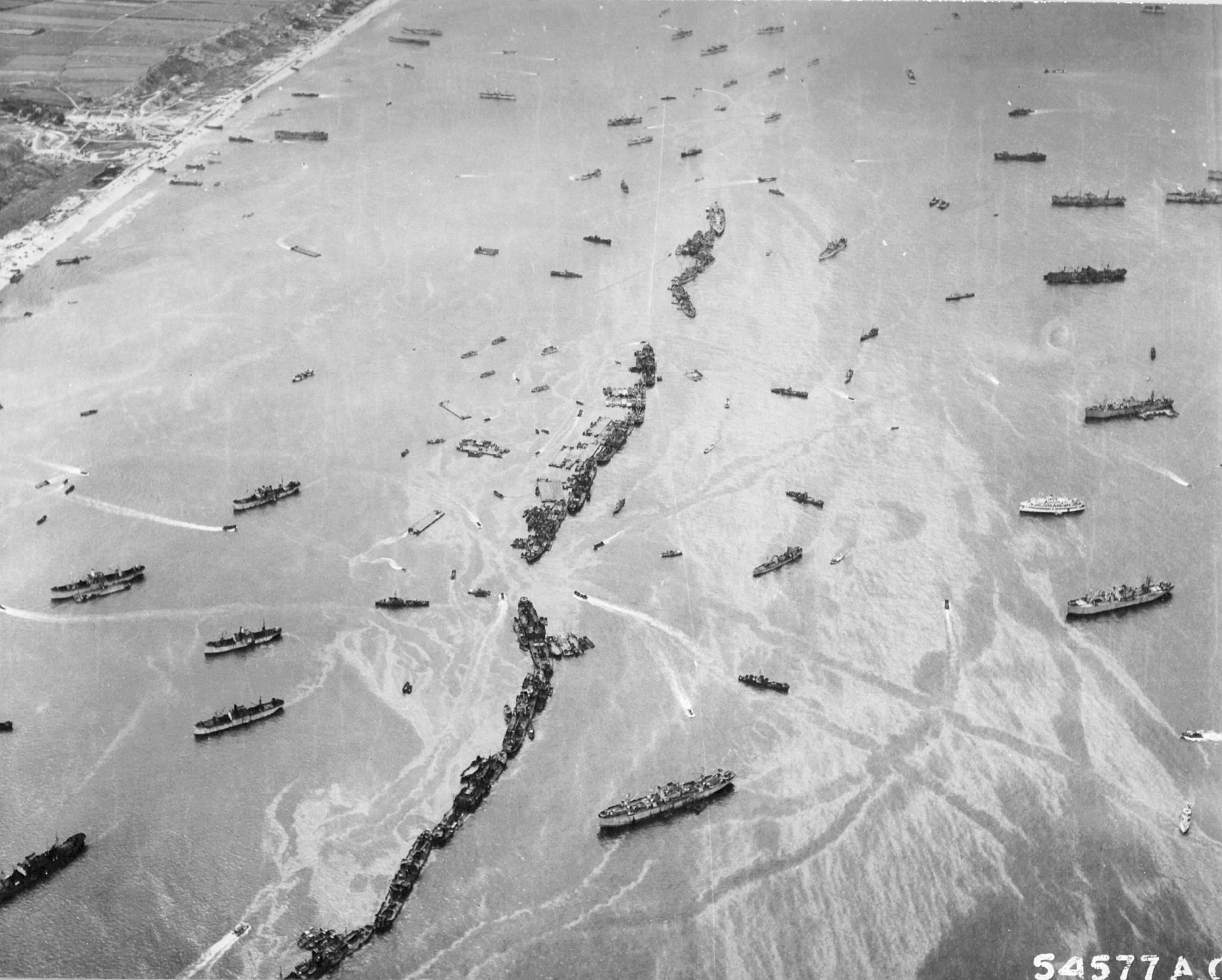
Искусственные гавани «Малберри»
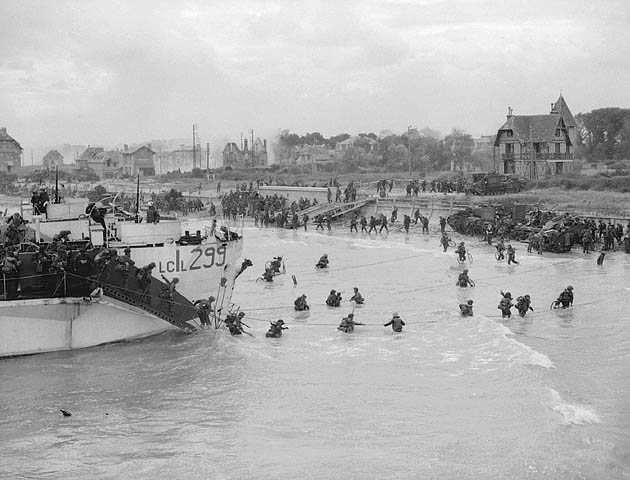
Высадка 9-й канадской бригады
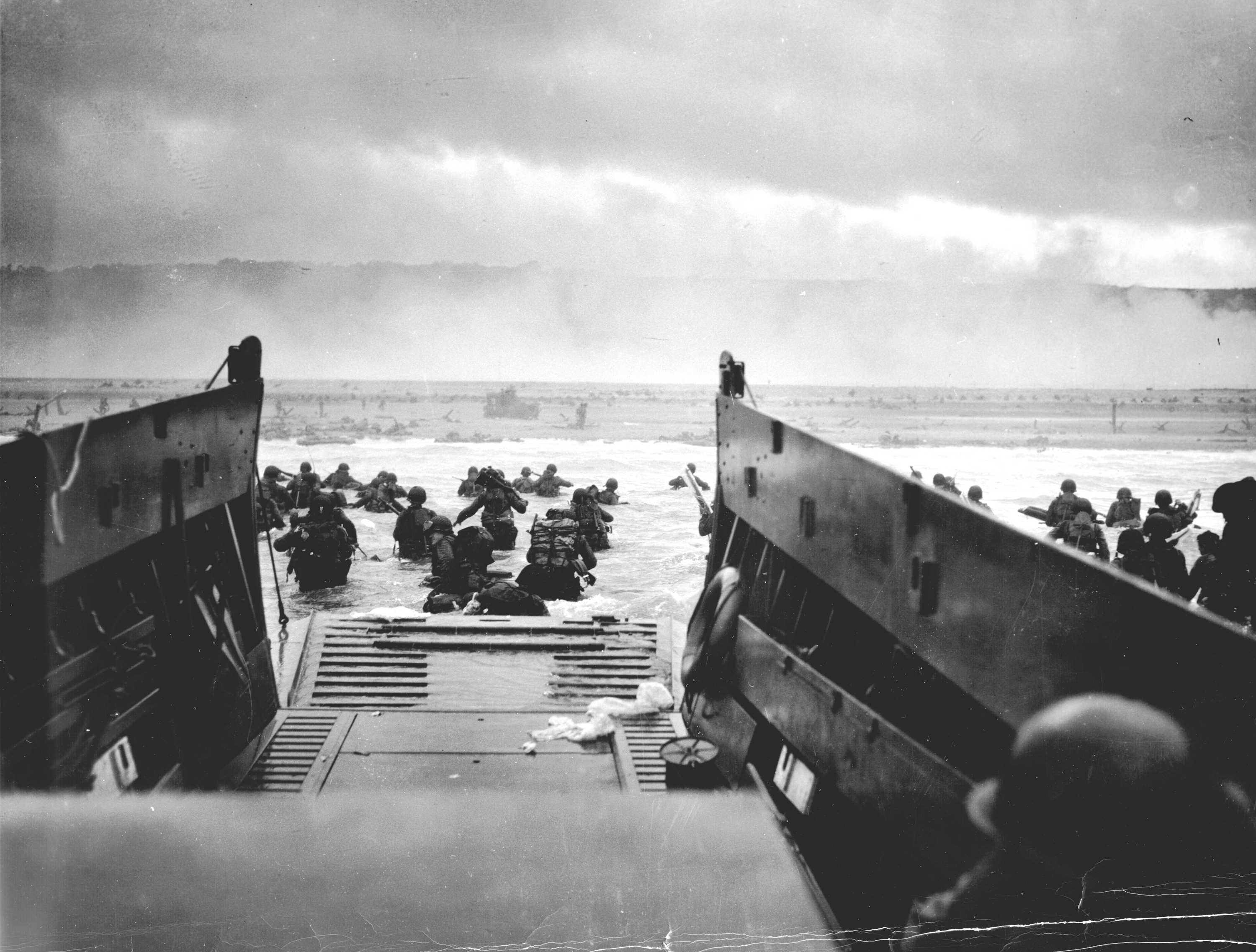
Высадка войск первого эшелона. Сектор «Омаха», 6 июня 1944
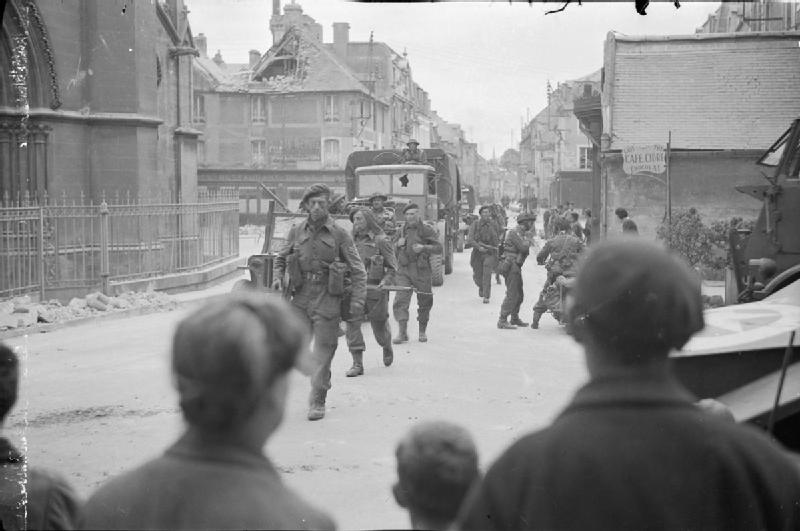
Британские войска во французской деревне, 6 июня 1944
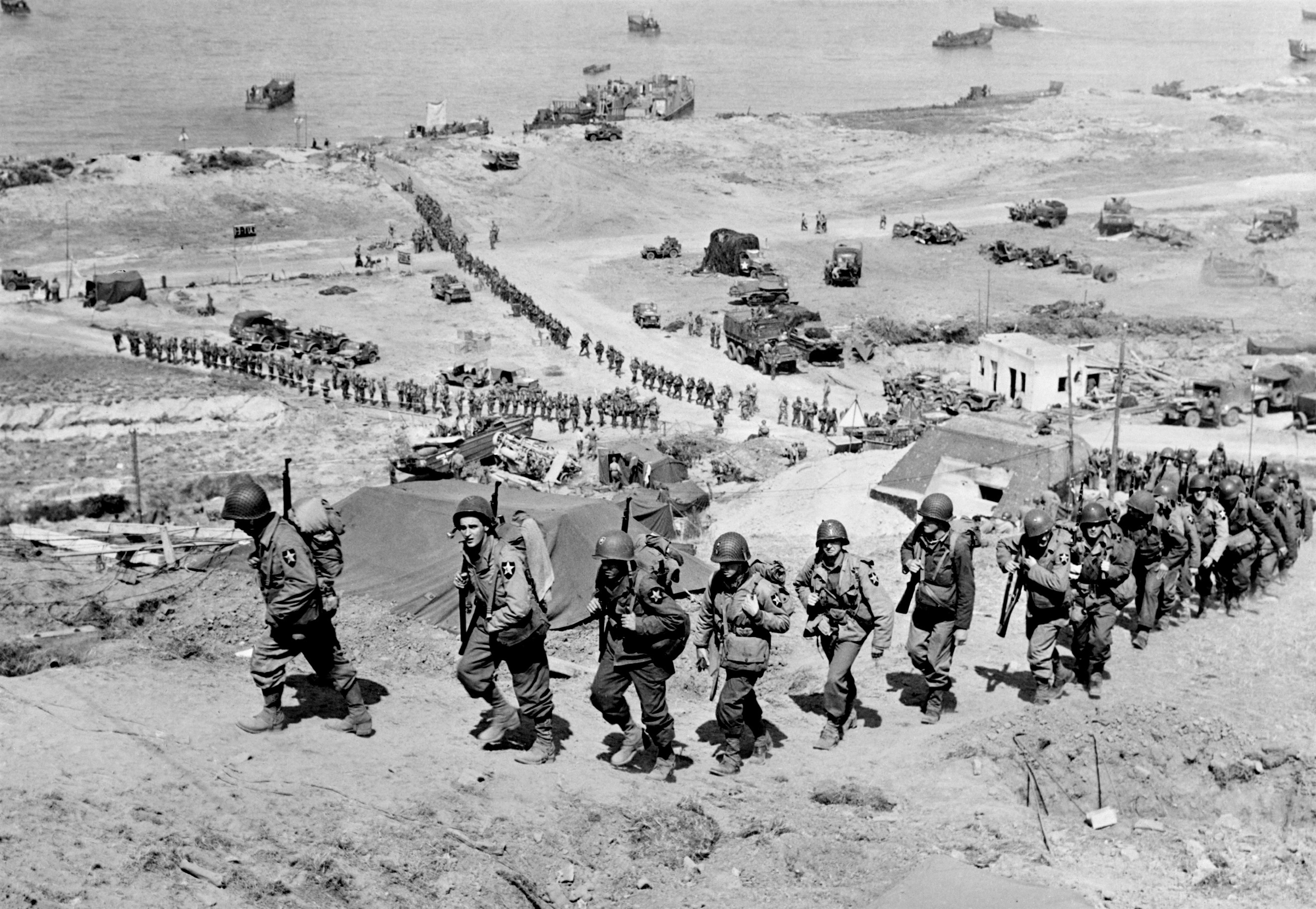
Американские солдаты, высадившиеся на пляже Омаха, продвигаются вглубь континента
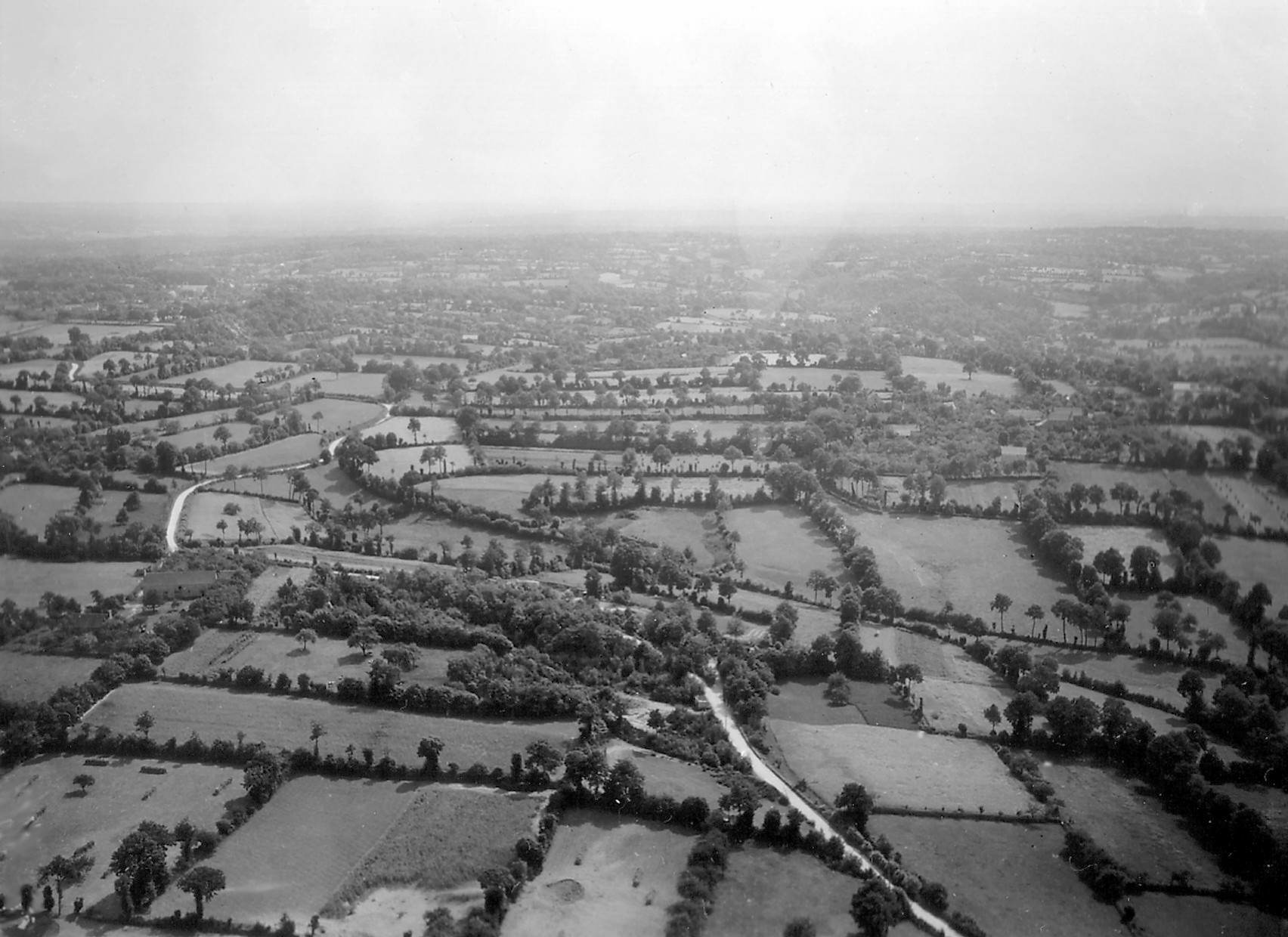
Аэрофотосъёмка местности на полуострове Котантен в западной Нормандии. На фото видны «живые изгороди» — бокаж
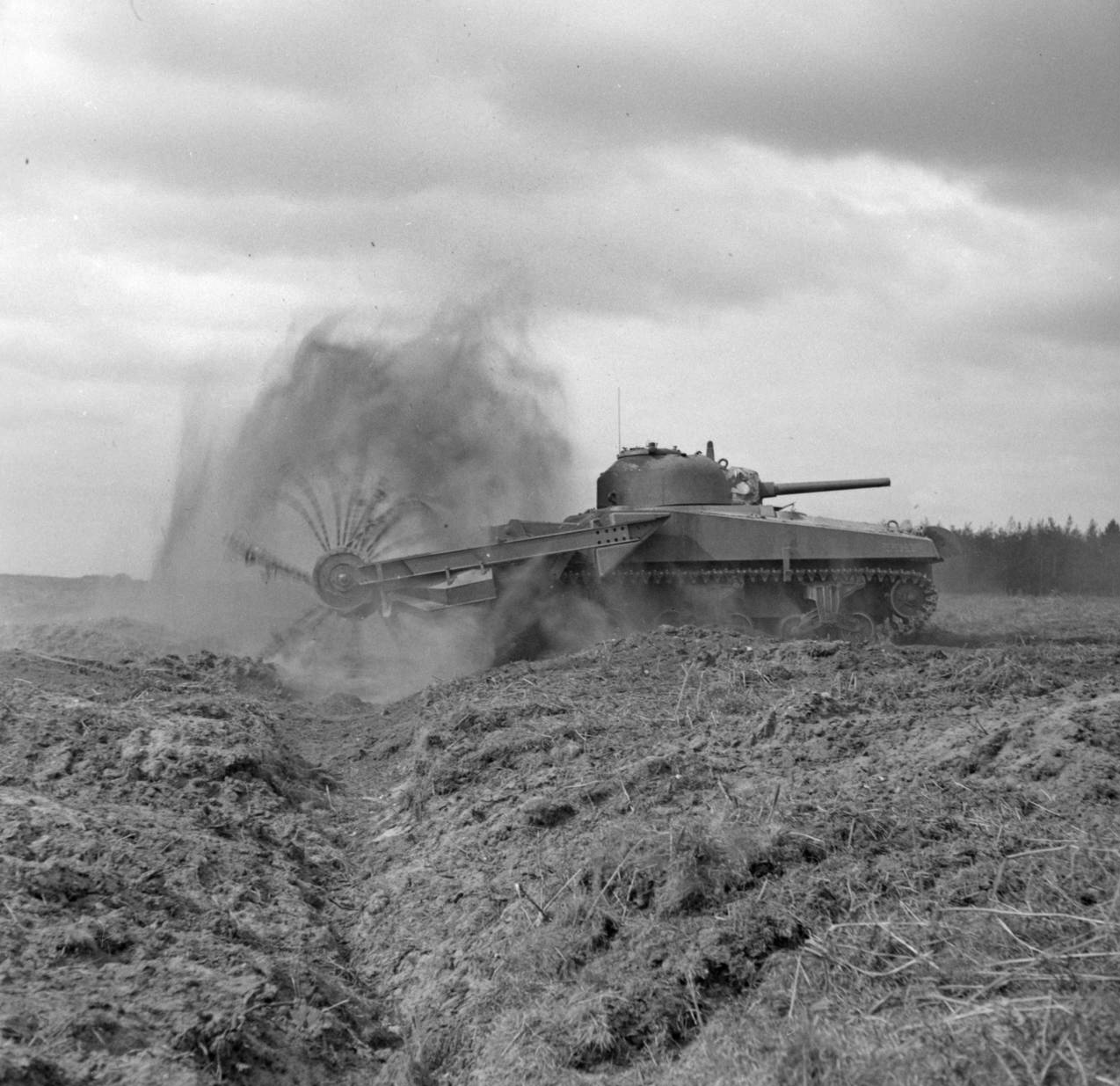
Танк «Шерман» с противоминным приспособлением
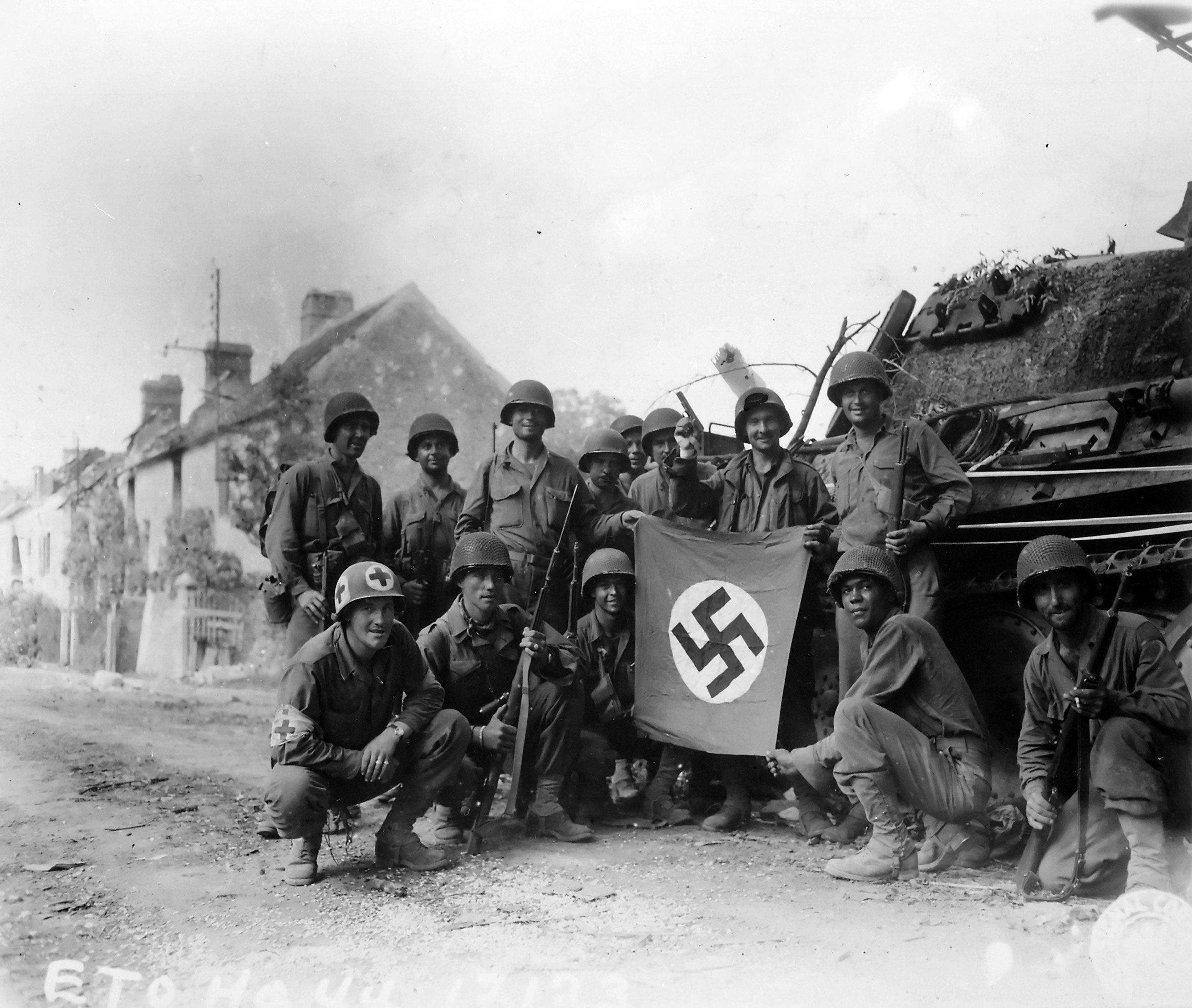
Американские солдаты. Шамбо, Франция
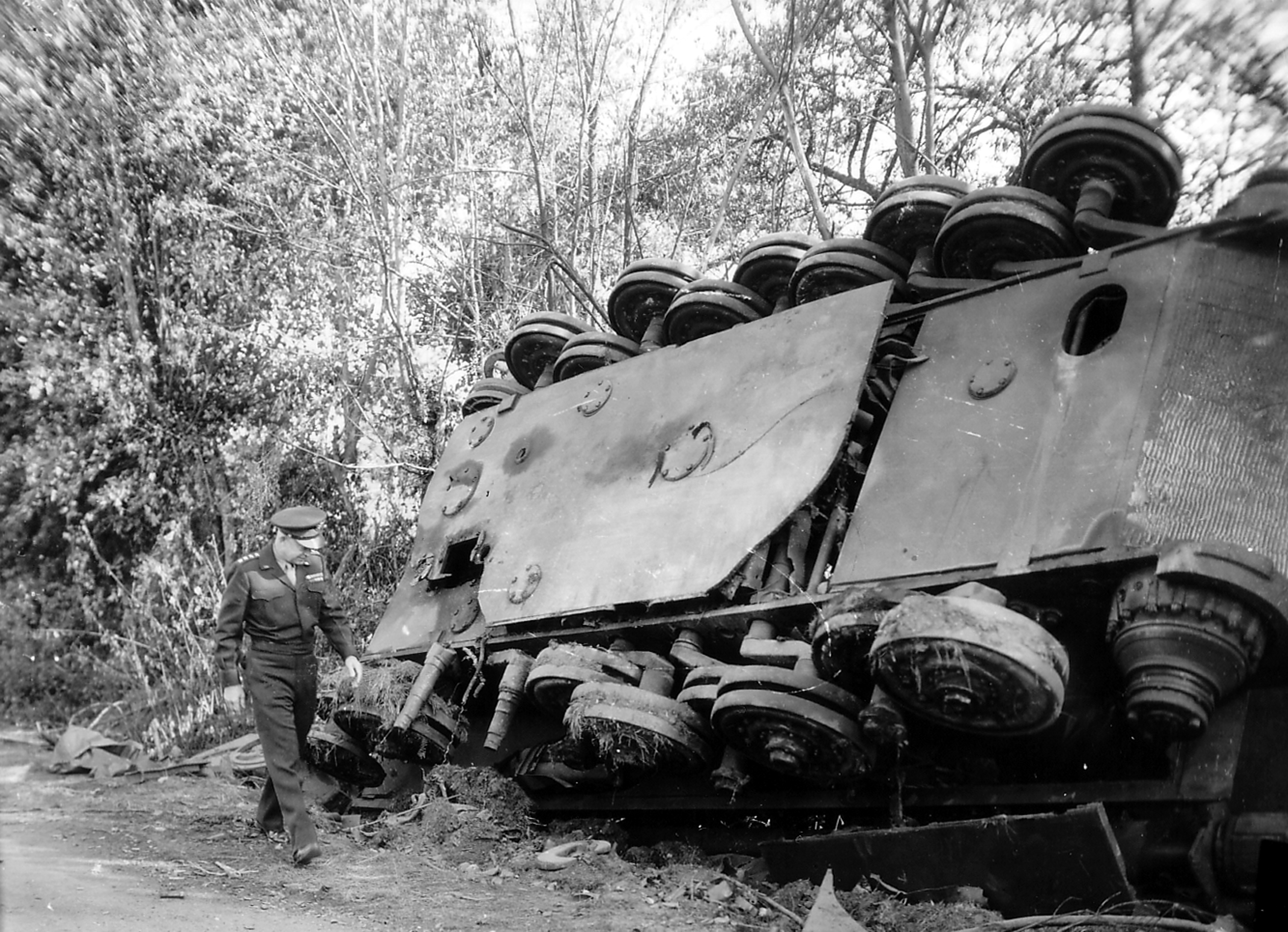
Эйзенхауэр осматривает поле битвы. Шамбо, Франция
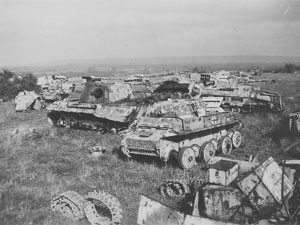
Немецкая техника, уничтоженная у Монт-Ормеля
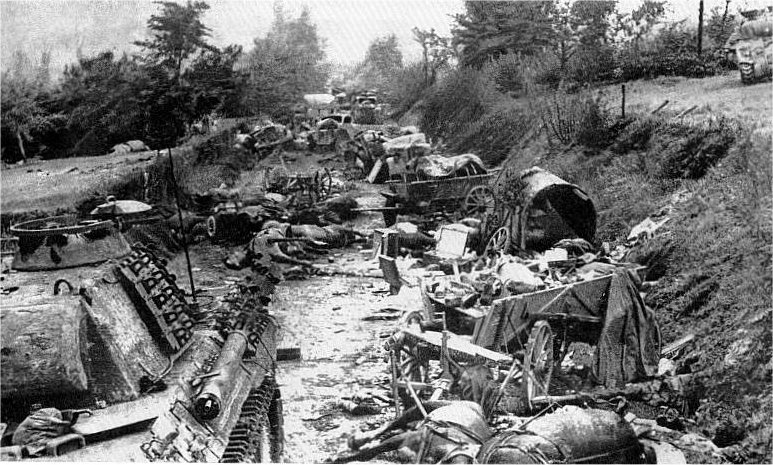
Немецкая техника, уничтоженная у Монт-Ормеля
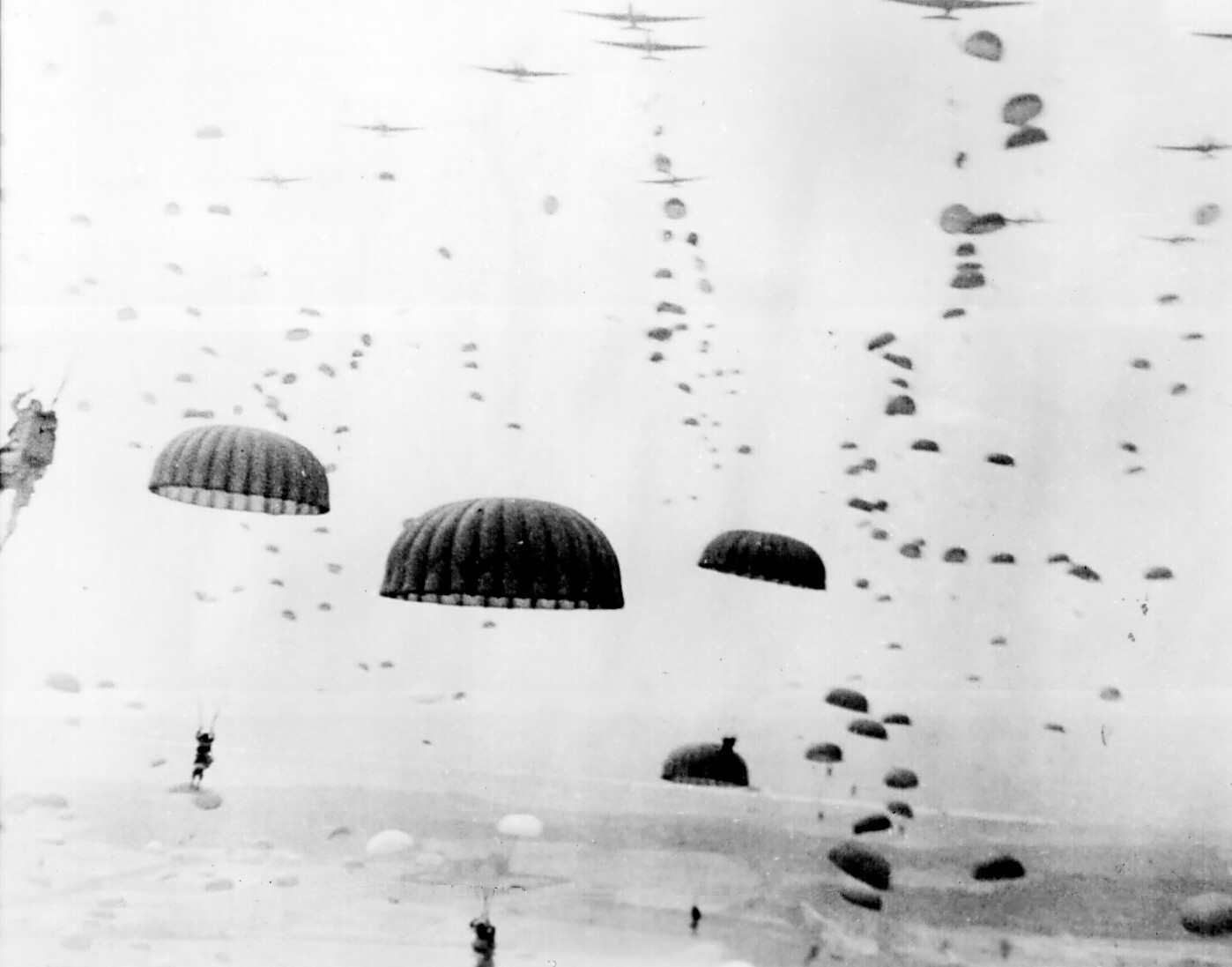
Начало операции «Маркет гарден». Сентябрь 1944
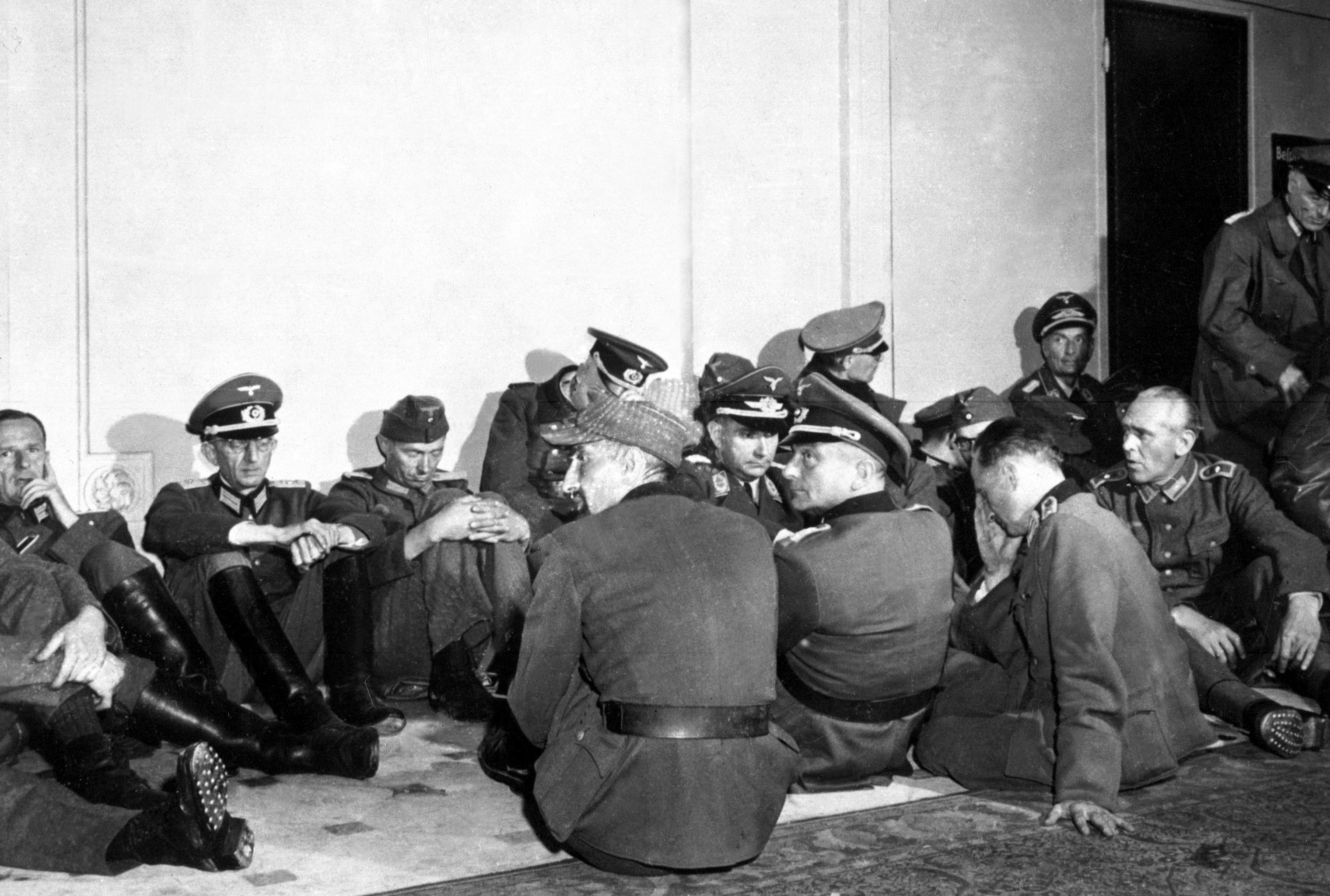
Пленные немецкие офицеры. Отель Мажестик. Париж, 1944

## В искусстве

### Фильмы
- «Самый длинный день» (1962)
- «Спасти рядового Райана» (1998)
- телесериал «Братья по оружию» (2001)
- д/ф «Кровавая Омаха» (Bloody Omaha)
- д/ф «Они снимали войну в цвете. Освобождение»
- «Дьявольская скала» (2011)
- «Оверлорд» (2018)

### Музыка
- Песня «Primo Victoria» группы Sabaton
- Песня «The Longest Day» группы Iron Maiden
- Песня «Primo Victoria» группы Radio Tapok (кавер на Sabaton)

### Компьютерные игры
- Call of Duty: WWII
- Company of Heroes
- Call of Duty 2
- Brothers in Arms (серия игр)
- Блицкриг II
- В тылу врага 2
- Medal of Honor: Allied Assault
- Easy Red II[25]